# Burgkunstadt

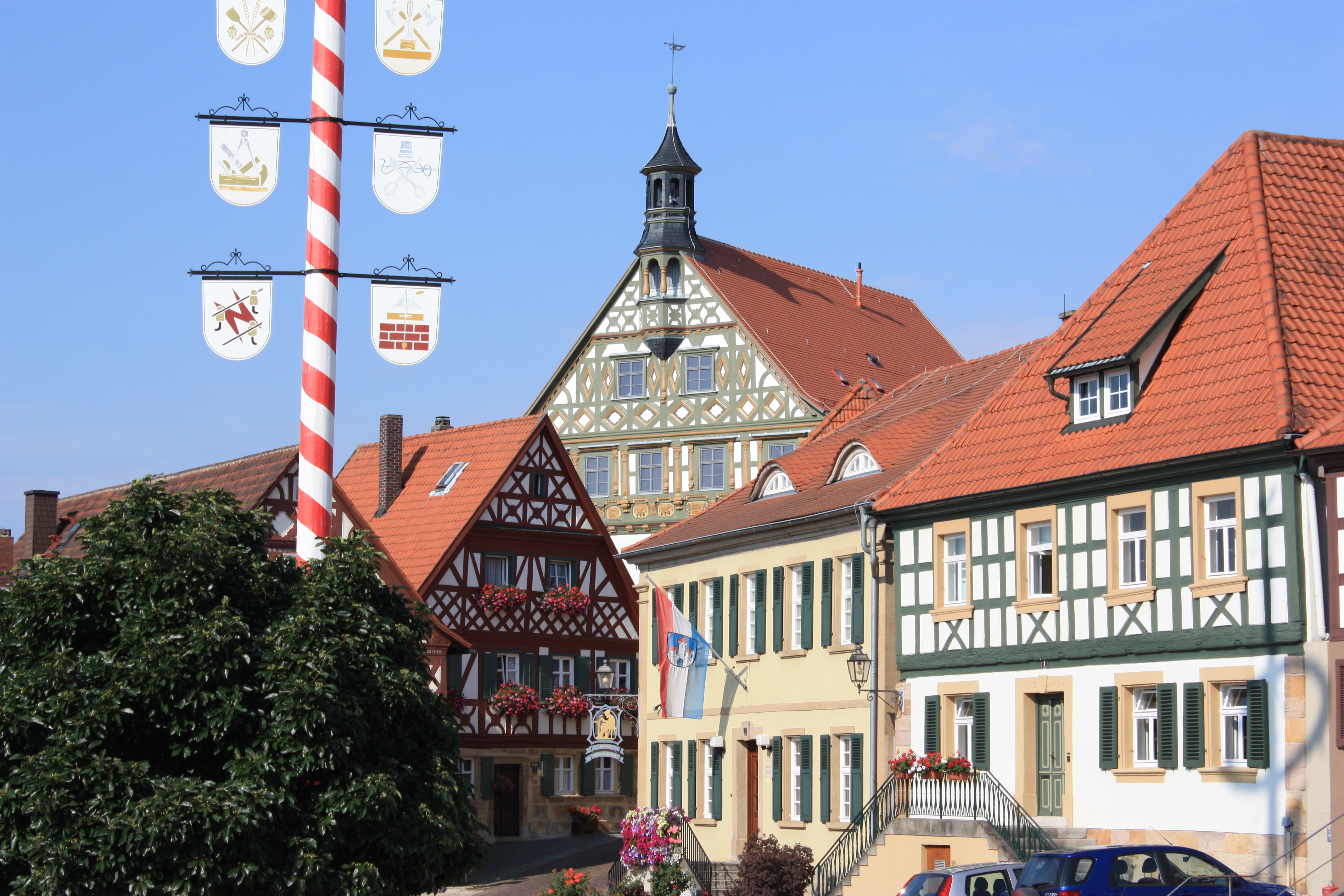
Die historische Häuserzeile am Marktplatz von Burgkunstadt mit Schustermuseum; oben im Hintergrund das Rathaus (2009)

Burgkunstadt (fränkisch: Borkuscht) ist eine Stadt im Obermainland im oberfränkischen Landkreis Lichtenfels in Bayern. Von 1888 bis 1990 war sie mit Pirmasens Zentrum der deutschen Schuhindustrie.

## Geographie

### Geographische Lage

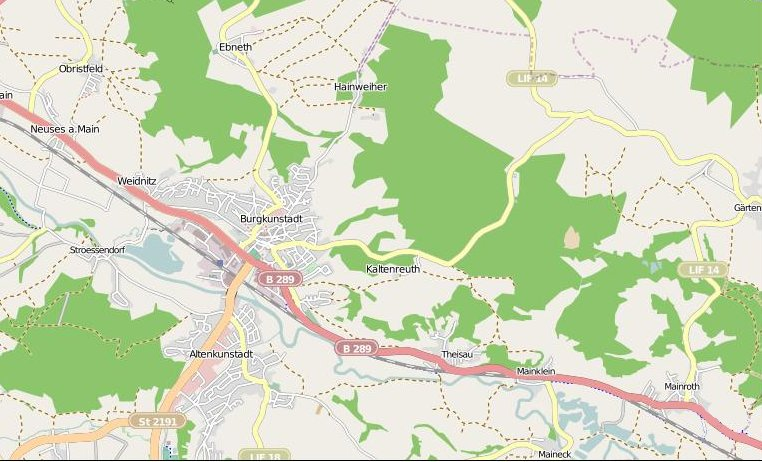
Burgkunstadt mit Gemeindeteilen

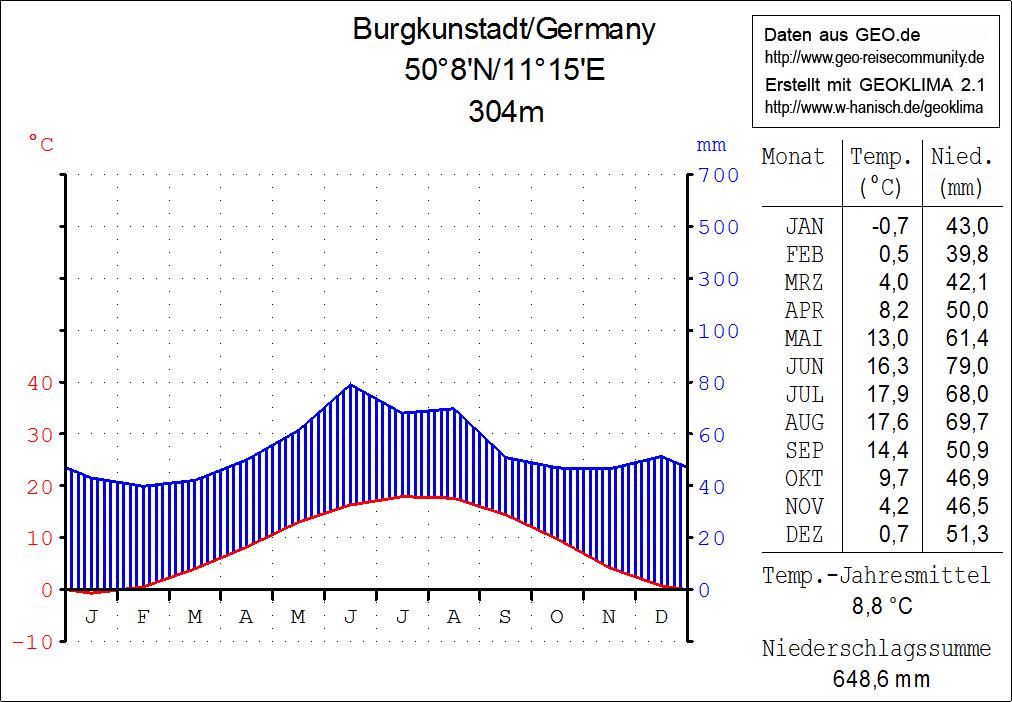
Klimadiagramm von Burgkunstadt

Der Stadtkern liegt etwa einen Kilometer nördlich des Mains, zwischen Lichtenfels und Kulmbach. Die Oberstadt liegt erhöht auf einer Felsnase aus Sandstein, die Unterstadt erstreckt sich vor allem entlang des mittlerweile größtenteils überbauten Mühlbachs. Es gibt auch einige Neubaugebiete. Den höchsten Punkt im Stadtgebiet stellt mit 517,2 m ü. NHN der Spitzberg bei Gärtenroth dar.

### Klima
Es herrscht ein humides kühlgemäßigtes Übergangsklima, das weder sehr kontinental noch sehr maritim ausgeprägt ist. Die monatlichen Durchschnittstemperaturen schwanken zwischen −0,7 °C im Januar und 17,9 °C im Juli, jedoch werden gelegentlich deutlich wärmere und kältere Spitzenwerte verzeichnet.
Die durchschnittliche Jahrestemperatur beträgt 8,8 °C, der jährliche Gesamtniederschlag beläuft sich auf 648,6 mm.

### Ausdehnung
Die kommunale Fläche beträgt 40,5887 km². 12,3041 km² sind von Wald bedeckt, 22,1815 km² werden landwirtschaftlich genutzt und 0,5626 km² sind Gewässer. Der Rest mit 5,451 km² ist die bebaute Fläche und das Straßennetz, 0,1074 km² dienen als Naherholungsgebiet.
Die Gesamtausdehnung in Ost-West-Richtung, also von Neuses bis Gärtenroth, beträgt etwa 11,2 Kilometer; vom Spitzberg bis zur Mainbrücke, also in Nord-Süd-Richtung um die 6,6 Kilometer.
Die Ost-West-Ausdehnung der Kernstadt beträgt rund 2,3 Kilometer. Im Westen geht die Stadt in den Gemeindeteil Weidnitz über. Im Osten liegen das Neubaugebiet Lerchenbühl und der Friedhof. Die nächste Ortschaft ist Theisau. Die Nord-Süd-Ausdehnung der Kernstadt beläuft sich auf rund 1,4 Kilometer. Im Süden liegen die ehemaligen Schuhfabriken Obermain und Püls, die jetzt als Geschäfts- und Lagerräume verwendet werden, der Bahnhof sowie diverse Geschäfte und Betriebe. Auf der anderen Mainseite liegt die Gemeinde Altenkunstadt. Im Norden grenzt die Stadt an den Gemeindeteil Meuselsberg.

### Nachbargemeinden
| Redwitz an der Rodach, Marktzeuln | Küps                                        |          |
| Hochstadt am Main                 | Kompassrose, die auf Nachbargemeinden zeigt | Mainleus |
|                                   | Altenkunstadt                               |          |

### Stadtgliederung
Die Stadtgemeinde hat 19 Gemeindeteile, die sich auf 8 Gemarkungen verteilen:
- Burgkunstadt mit Meuselsberg und Kaltenreuth
- Mainroth
- Theisau mit Mainklein
- Weidnitz
- Ebneth mit Hainweiher und Pfaffeggetten
- Gärtenroth mit Wildenroth, Lopphof, Eben, Flurholz und Neue Weiher
- Kirchlein mit Reuth und Hainzendorf
- Neuses am Main

### Einwohnerverteilung

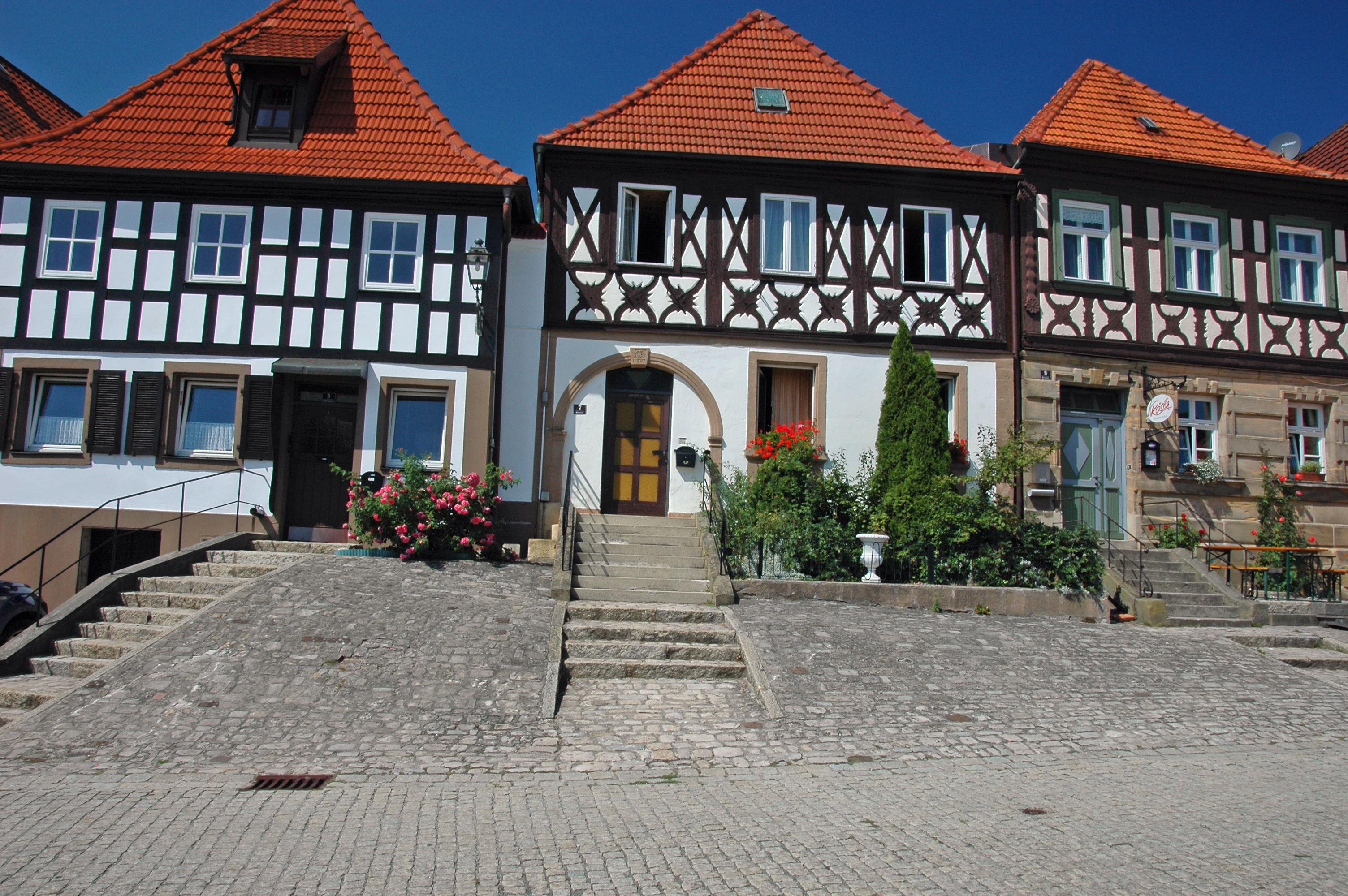
Häuserzeile am Markt in Burgkunstadt

In der Tabelle sind die Einwohnerzahlen der Stadt Burgkunstadt in den Jahren 2005 bis 2013 aufgeführt (ohne Nebenwohnsitze).
|               | 2005 | 2006 | 2007 | 2008 | 2009 | 2010 | 2011 | 2012 | 2013 |
| ------------- | ---- | ---- | ---- | ---- | ---- | ---- | ---- | ---- | ---- |
| Burgkunstadt  | 4263 | 4231 | 4166 | 4133 | 4083 | 4073 | 4018 | 3984 | 3932 |
| Weidnitz      | 714  | 719  | 709  | 702  | 733  | 730  | 722  | 731  | 720  |
| Mainroth      | 552  | 541  | 541  | 540  | 534  | 514  | 526  | 519  | 501  |
| Theisau       | 271  | 272  | 267  | 260  | 249  | 238  | 241  | 238  | 238  |
| Gärtenroth    | 235  | 250  | 237  | 231  | 215  | 219  | 219  | 221  | 216  |
| Neuses        | 219  | 225  | 221  | 216  | 218  | 217  | 209  | 198  | 196  |
| Kirchlein     | 201  | 206  | 213  | 199  | 195  | 192  | 188  | 189  | 182  |
| Mainklein     | 146  | 142  | 143  | 145  | 138  | 143  | 146  | 144  | 142  |
| Ebneth        | 93   | 95   | 98   | 88   | 84   | 82   | 81   | 79   | 79   |
| Hainweiher    | 70   | 67   | 66   | 65   | 64   | 62   | 63   | 63   | 59   |
| Wildenroth    | 38   | 39   | 41   | 36   | 40   | 35   | 35   | 40   | 42   |
| Hainzendorf   | 36   | 32   | 32   | 32   | 31   | 31   | 29   | 29   | 27   |
| Eben          | 22   | 21   | 23   | 19   | 22   | 27   | 20   | 20   | 29   |
| Reuth         | 23   | 22   | 22   | 21   | 27   | 21   | 20   | 20   | 19   |
| Flurholz      | 21   | 21   | 20   | 19   | 20   | 21   | 20   | 21   | 21   |
| Meuselsberg   | 17   | 17   | 17   | 17   | 16   | 14   | 14   | 16   | 16   |
| Kaltenreuth   | 16   | 18   | 17   | 17   | 18   | 16   | 15   | 13   | 15   |
| Lopphof       | 9    | 8    | 8    | 9    | 8    | 8    | 7    | 7    | 7    |
| Pfaffeggetten | 5    | 5    | 4    | 4    | 5    | 7    | 7    | 5    | 3    |
| Neue Weiher   | 3    | 3    | 3    | 3    | 3    | 3    | 1    | 1    | 1    |
| Gesamt        | 6954 | 6934 | 6848 | 6756 | 6704 | 6653 | 6581 | 6538 | 6445 |

Laut dem Bayerischen Landesamt für Statistik hatte Burgkunstadt zum 31. Dezember 2023 eine Einwohnerzahl von 6.459
(31.12.2020: 6.399 / 31.12.2022: 6.470).

## Geschichte

### Stadtgeschichte

#### 8. Jahrhundert bis 1058: Erste Siedlungsanfänge

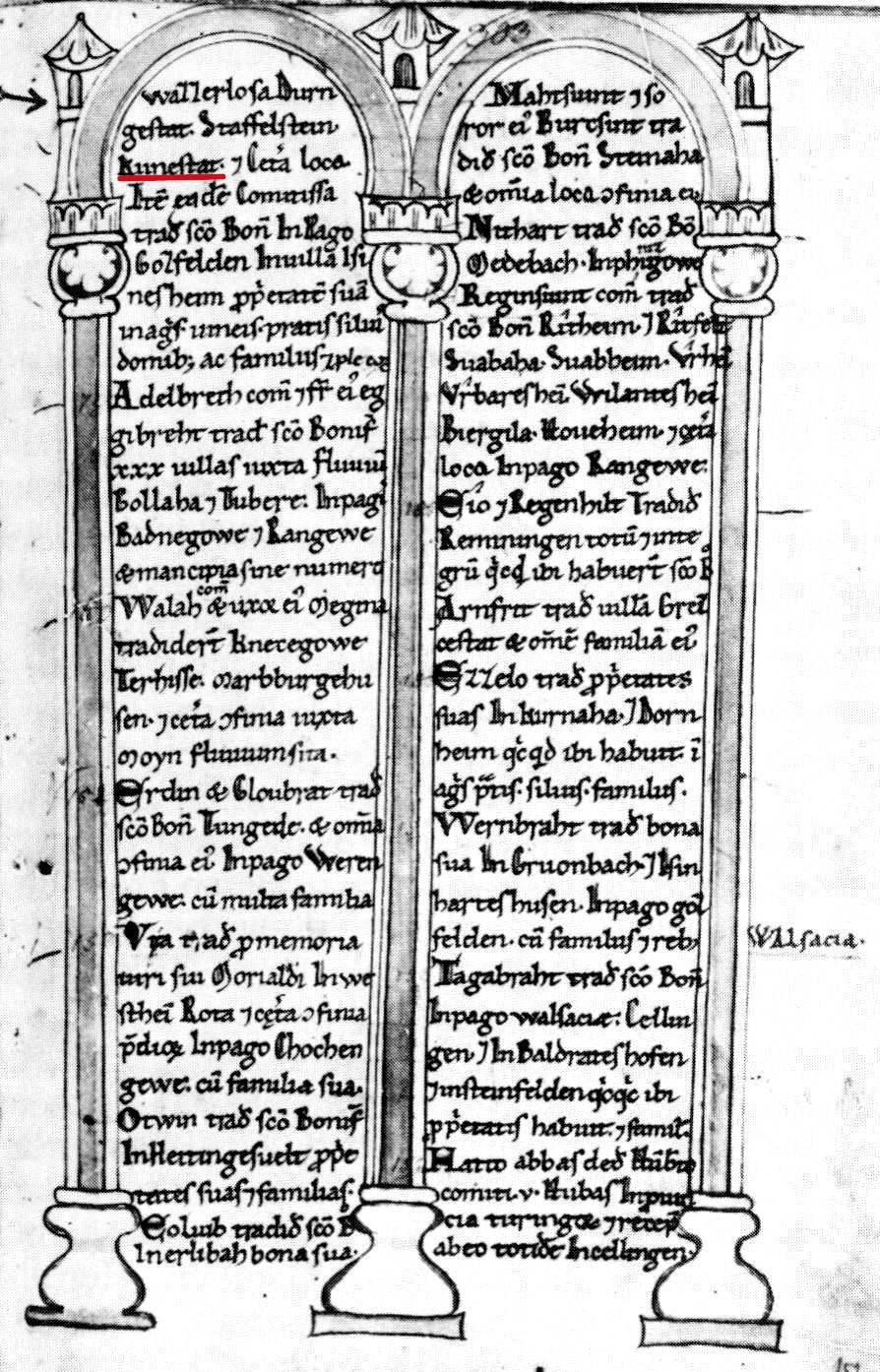
Ausschnitt aus dem Codex Eberhardi (erhaltene Kopie der originalen Schenkungsurkunde) über die Schenkung Burgkunstadts aus dem 12. Jh.

Wann das Gebiet der heutigen Stadt Burgkunstadt erstmals besiedelt wurde, ist unklar. Die ersten schriftlichen Angaben zur Besiedelung der Gegend stammen von 741 n. Chr., wobei eine frühere Besiedlung nicht ausgeschlossen ist. Keramikfunde in der Oberstadt legen eine slawisch-geprägte Siedlung im 8. Jahrhundert als erste größere Siedlung nahe. Zentral an Handelsstraßen und dem schiffbaren Main gelegen, kam Burgkunstadt schon bald eine große Bedeutung als Handelsstadt zugute.
Zwischen 827 und 851 n. Chr. wurde in der Urkunde einer Schenkung der Gräfin Blitrud an das Kloster Fulda erstmals eine „villa kunestadt“ erwähnt, was auf einen Statthalter/Stadtherrscher namens Kunibert deutet. Es ist jedoch unklar, ob es sich dabei um Burgkunstadt oder Altenkunstadt handelte.
Bereits ab 830 n. Chr. gab es in Burgkunstadt eine weitläufige, rund 5000 m² große Burganlage von großer militärischer Bedeutung mit einem weitläufigen Herrschaftsbezirk. Zu dieser Zeit gab es auch schon eine kleine Siedlung am Fuße des Berges. Während der Karolingerzeit gab es mit der Bamberger Burg nur eine einzige vergleichbare Festung in ganz Oberfranken.

#### 1059–1429: Entwicklung zum Munizipalstädtchen

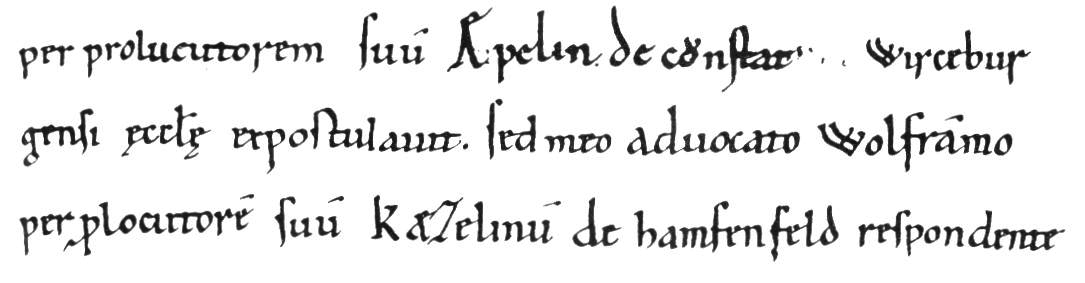
Erwähnung des Aepelin de Counstat im Synodalprotokoll von 1059

Die erste urkundlich gesicherte Erwähnung Burgkunstadts stammt vom 13. April 1059. Es wird ein Aepelin de Counstat genannt, der vermutlich mit dem Burggraf Adalbert von Constat identisch ist.
Um 1160 war die Burganlage eine staufische Reichsburg, die vor allem von Friedrich Barbarossa als Sammelplatz und Rekrutierungsstelle für seine Italienfeldzüge genutzt wurde. 1160 wurde das castrum cunstat jedoch dem Bamberger Bischof Eberhard II. übergeben, der es hauptsächlich zur Sicherung der Handelswege nutzte. Um diese Zeit hatte Burgkunstadt bereits einige nicht näher bekannte Privilegien.
Die erste urkundliche Bestätigung der Stadterhebung Burgkunstadts befindet sich in der ältesten Bamberger Hochstiftsurbar von 1323 oder 1327. Einige spätere Quellen deuten darauf hin, dass die Stadt bereits rund 100 Jahre vorher hochstiftische Munizipalstadt mit bestimmten Stadtrechten war.
Fürstbischof Friedrich von Bamberg verlieh der Stadt mit Zustimmung des Dompropstes und des Domkapitels am 27. April 1426 sämtliche Güter, Zenten und Lehen in der Stadtmarkung, die bis dahin Mannlehen waren, als Stadtrecht. Dies hatte zur Folge, dass der städtische Grund und Boden freies Eigen und kein Lehen mehr war, für das Steuern bezahlt werden mussten. Im Gegenzug forderte der Fürstbischof 1441, dass ihm die Stadt als Festung dienen sollte.

#### 1430–1649: Kriegszeiten
Die gut zwei Jahrhunderte zwischen 1430 und 1649 stellen für Burgkunstadt sehr kriegsgezeichnete Jahre dar.
Die Hussiten brandschatzten 1430 die Burgkunstadter Unterstadt. 30 Jahre später, in einem Kleinkrieg zwischen dem hohenzollerschen Markgrafen Albrecht Achilles von Ansbach-Bayreuth und dem Bamberger Fürstbischof Georg I. wurde die Oberstadt im Juni 1460 verwüstet.

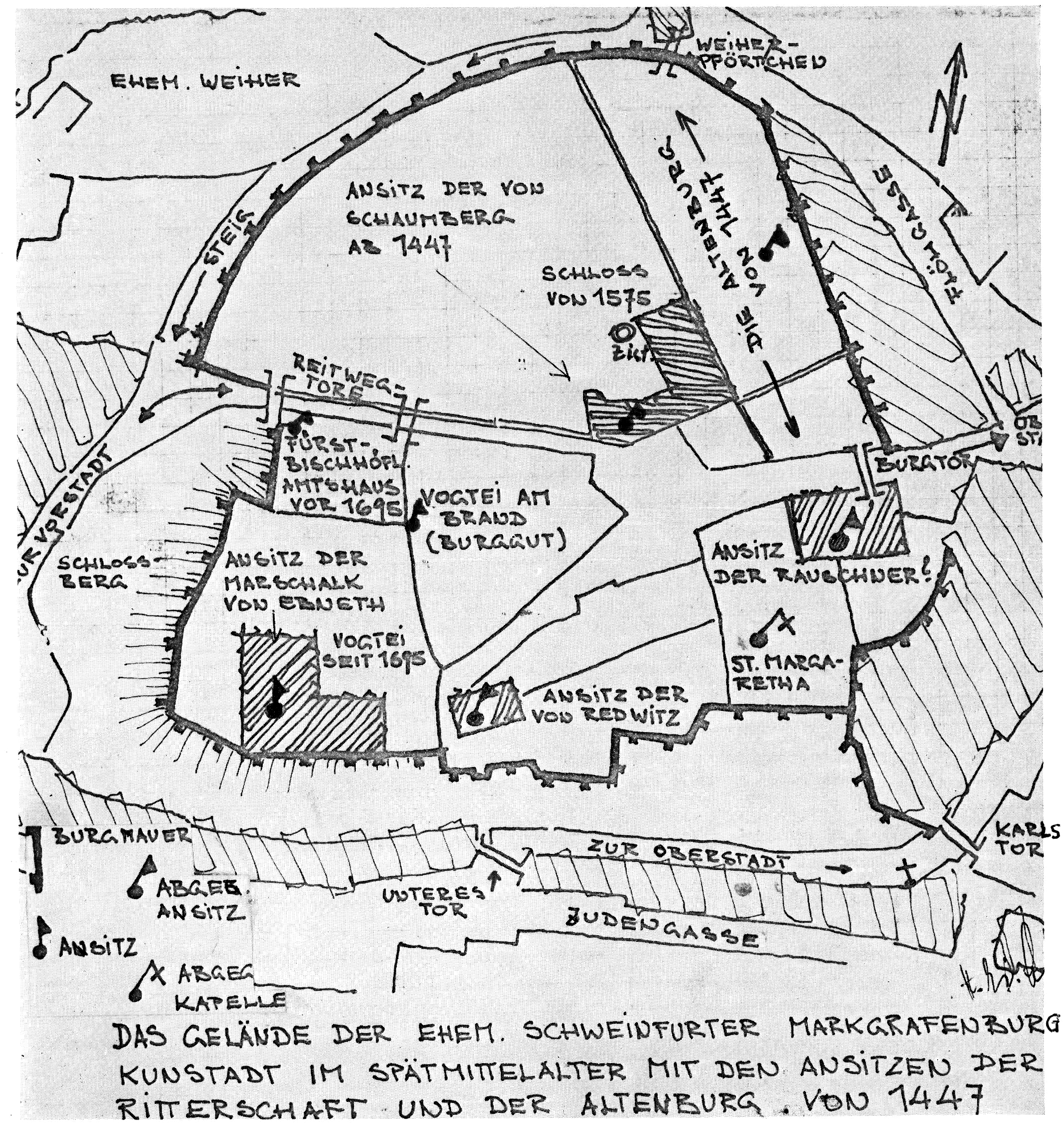
Skizze des Burgkunstadter Burgareals der ehemaligen Schweinfurter Markgrafenburg mit den Rittergütern und der Altenburg um 1477

1517 übernahmen die Burgkunstadter die Lehre Martin Luthers und blieben evangelisch bis zum Ende des Jahrhunderts. Trotz der Gegenreformation im Jahr 1598 blieb bis zum Jahre 1624 ein konfessionelles Durcheinander, da die Bamberger Bischöfe die Rückkehr zum katholischen Glauben forderten, die Burgkunstadter Markgrafen hingegen die Beibehaltung der protestantischen Konfession ihrer Untertanen.
Im Bauernkrieg von 1525 unterstützten die Burgkunstadter Bürger die Bauern und plünderten und zerstörten im Zuge des Krieges mehrere Klöster und Schlösser. In Burgkunstadt wurden die Altenburg und das Alte Schloss zerstört, wovon die Sage von der Goldenen Wiege handelt. Da sich Burgkunstadt im Juni 1525 nicht ergeben wollte, befahl das Hochstift, die Stadt zu plündern und die Aufständischen zu töten, woraufhin die Stadt doch kapitulierte. Als Strafe wurden einige Hinrichtungen vollzogen und Geldstrafen auferlegt.
Im Zweiten Markgrafenkrieg wurde die Stadt im Oktober 1553 von Albrecht Alcibiades angegriffen und besetzt. Als er die Stadt verließ, steckte er die Oberstadt in Brand, so dass nahezu alle Häuser abbrannten.
Die Pest brach in Burgkunstadt 1312, 1348, 1448, 1473 und 1626 wieder aus. In diesem Jahr starben 195 Burgkunstadter an der Krankheit, was etwa ein Drittel der damaligen Bevölkerung ausmachte. Die Toten wurden in zwei Massengräbern beim Friedhof beigesetzt.
Dreißigjähriger Krieg
Im Dreißigjährigen Krieg übergaben die Burgkunstadter Ratsherren im März 1632 die Stadt an die markgräflichen Truppen. Nur wenige Tage bzw. Wochen später verließ die markgräfliche Armee jedoch wieder die Stadt.

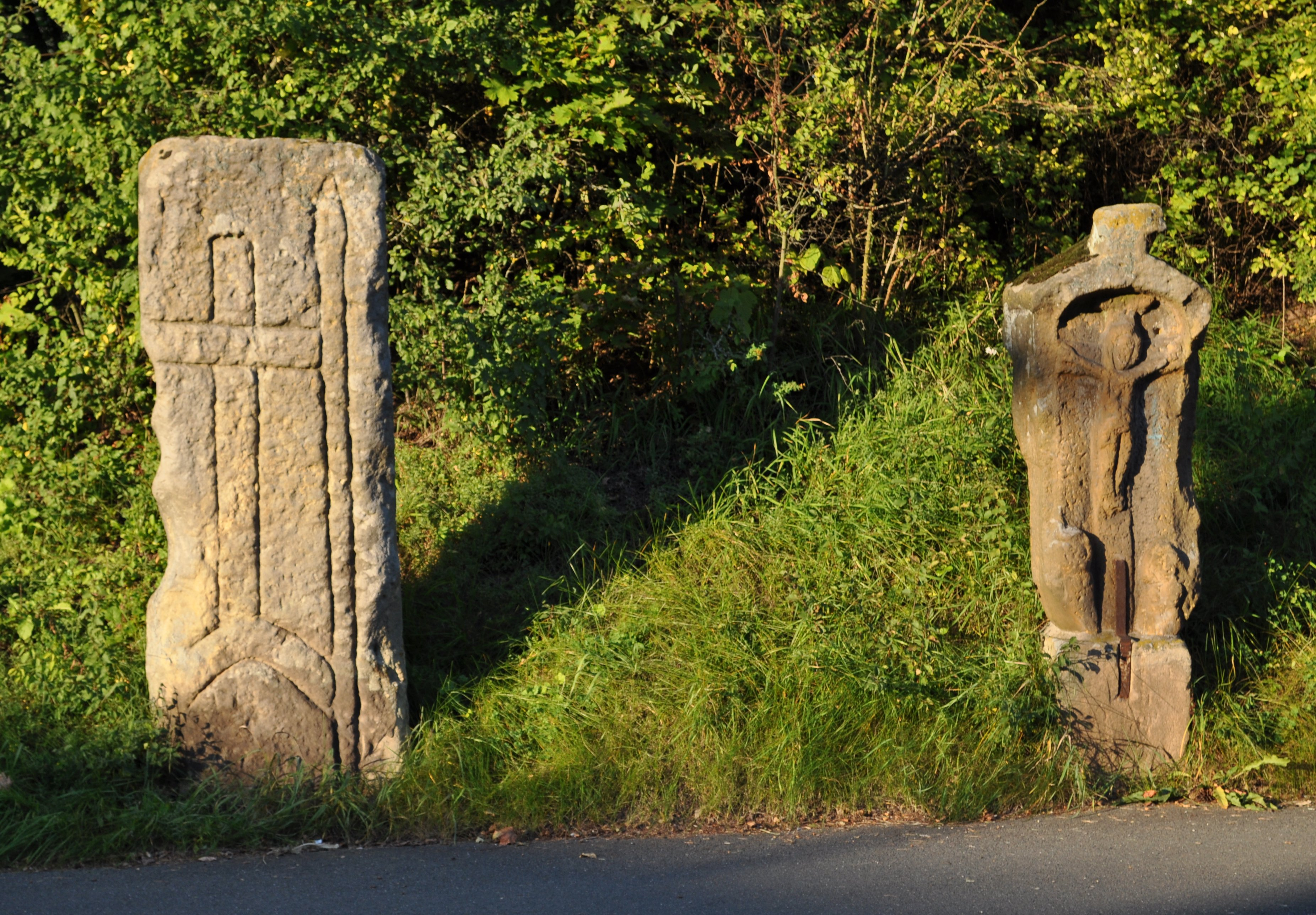
Stein-Martern an der Kirchleiner Straße (2010)

Ab 1632 fanden mehrere, teils verheerende Angriffe und Überfälle der Schweden auf Burgkunstadt statt.
Aus dieser Zeit sind zwei Sühnesteine erhalten, von denen der eine aus dem Dreißigjährigen Krieg stammen könnte. Nachdem die Schweden Burgkunstadt ein Jahr und fünf Monate besetzt hatten, zogen sie völlig unerwartet ab. Nach unzähligen Verwüstungen und dem daraus resultierenden immensen Sach- und Finanzschaden endete 1635 das schwedische Kriegswesen in und um Burgkunstadt.
Mit dem Westfälischen Frieden war der Dreißigjährige Krieg 1648 zu Ende. Zum Kriegsende wurde eine Inventur der noch vorhandenen Arbeitstiere durchgeführt. Diese fiel zwar eher positiv bei den meisten Haushalten aus, die allgemeine Lebenssituation der Menschen in Burgkunstadt war jedoch meist verheerend. So mangelte es vor allem an Wohnungen und Essen. Viele Bürger waren zudem während der Pestepidemien in der Stadt gestorben.

#### 1650–1887: Von der Agrarstadt bis zu den Anfängen der Industrialisierung
Die Bierkriege begannen 1666. Es handelte sich dabei um unzählige, meist bewaffnete Fehden bis etwa 1880, mit denen die Burgkunstadter das ihnen verliehene Braurecht in ihrem Amtsbezirk durchsetzen wollten. 1668 wurde in einem Abkommen genau festgelegt, welche Ortschaften Burgkunstadt mit Bier beliefern durfte. Zum blutigen Höhepunkt der Bierkriege kam es im Juli 1783, als die Neuseser ihr Kirchweihbier nicht aus Burgkunstadt bezogen hatten.

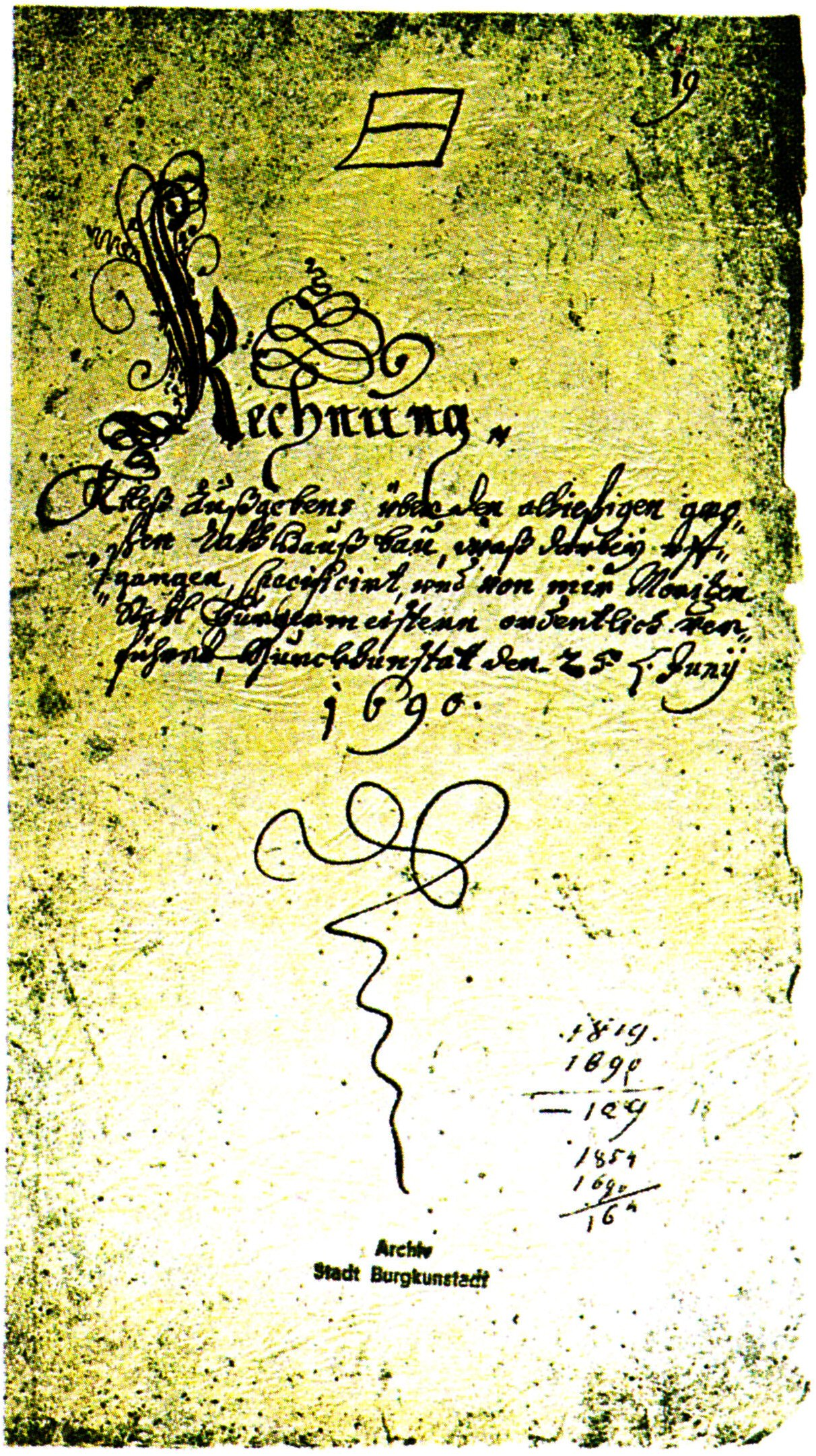
Die Rechnung zum Burgkunstadter Rathausbau im Jahr 1690

Im Jahr 1689 beauftragte Bürgermeister Moritzen Stahl Hans Gebelin und den zur damaligen Zeit bedeutendsten Meister fränkischen Fachwerkbaus, den Zimmermann Jörg Hofmann aus Zeil am Main, den ehemaligen Bergfried der Burg in ein Rathaus umzubauen. Begonnen im Oktober 1689, konnte der Um- und Ausbau nach nur sieben Monaten fertiggestellt werden.
Während des Siebenjährigen Krieges fielen zweimal preußische Freikorps in die Stadt ein und quartierten sich einmal auch dort ein. Die Zerstörung und Plünderung der Stadt konnte jedoch verhindert werden.
Im Zuge der Säkularisation wurde der Fürstbischof Christoph Franz von Buseck zum Rücktritt gezwungen und das Hochstift Bamberg 1802/1803 eine bayerische Provinz. Damit endete die Zugehörigkeit Burgkunstadts zu Bamberg.

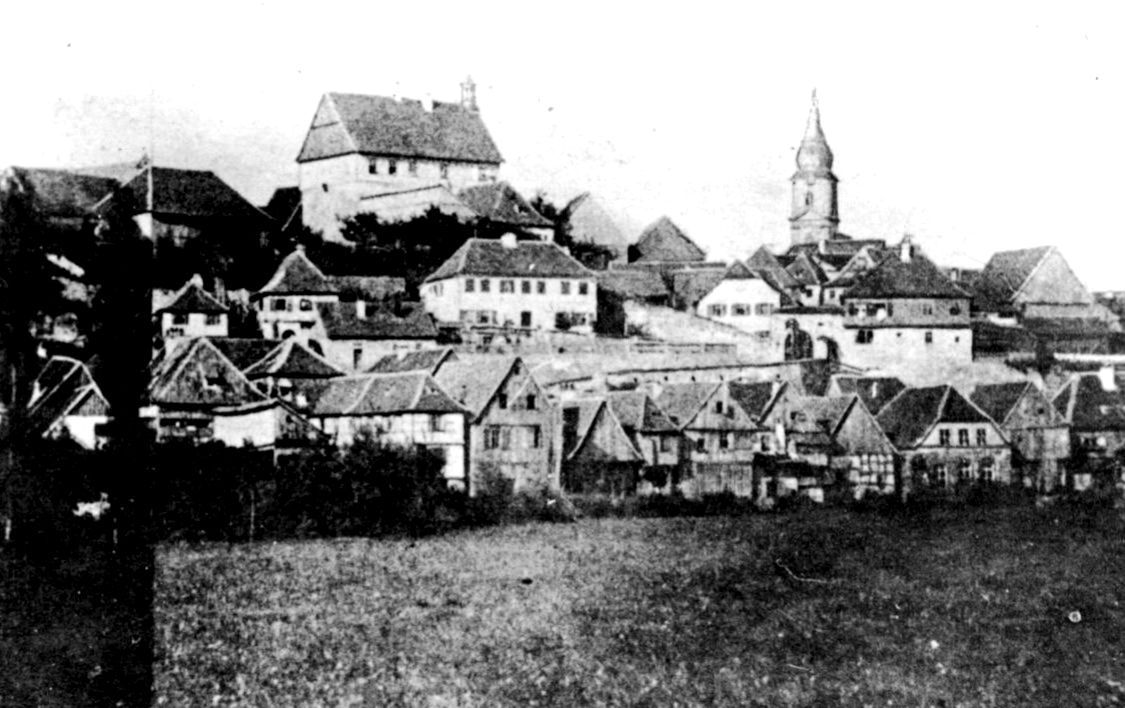
Die Burgkunstadter Oberstadt um 1870.

Im Frühjahr 1812 wurde die Ruine der eingestürzten katholischen Kirche abgetragen. Nach 26 Jahren Bauzeit wurde die neue katholische Kirche auch unter Mitarbeit namhafter Künstler fertiggestellt.
Mit dem Bau der Eisenbahnlinie Burgkunstadt – Kulmbach und deren Eröffnung am 15. Februar 1846 wurde ein wichtiger Schritt zur Industrialisierung getan. Die Meinungen der Bevölkerung zur Bahnlinie fielen jedoch sehr unterschiedlich aus. Eingeleitet wurde die Industrialisierung in Burgkunstadt mit dem Einbau einer Fünf-PS-Dampfkesselanlage in der Essig- und Senffabrik Eduard Lindners im Jahr 1862. Zu der damaligen Zeit war der Schritt Lindners höchst gewagt und dem Zeitgeist eigentlich voraus.
Die erste Telegraph-Morseleitung von Burgkunstadt nach Weismain wurde 1877 gebaut.

#### 1888–1914: Industrialisierung Burgkunstadts bis zum Ersten Weltkrieg
Am 1. Januar 1888 begann der damals 25-jährige Joseph Weihermann mit der maschinellen Schuhfertigung. Dies war der Beginn der Industrialisierung Burgkunstadts mit dem Schwerpunkt Schuhindustrie. Die große Anzahl von Schustern, Gerbern und lederverarbeitenden Betrieben zu dieser Zeit begünstigten deren Entwicklung. Seitens der Politik sorgte die industrielle Schuhproduktion Weihermanns jedoch für Unmut, da man befürchtete, sie könne „sozialistische Elemente“ nach Burgkunstadt bringen. Dies bewahrheitete sich jedoch nicht.

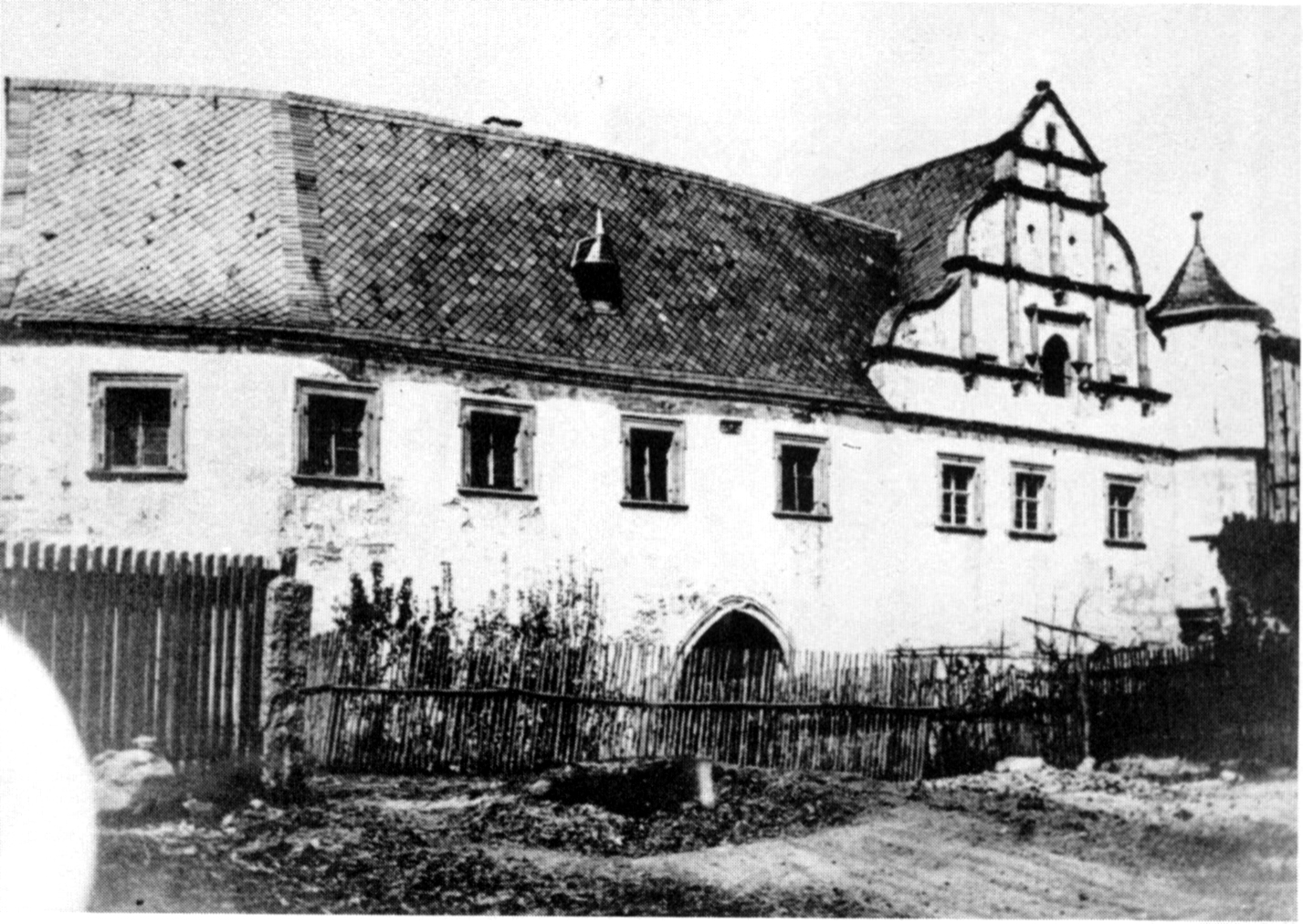
Die 1575 erbaute Altenburg kurz vor dem Abriss

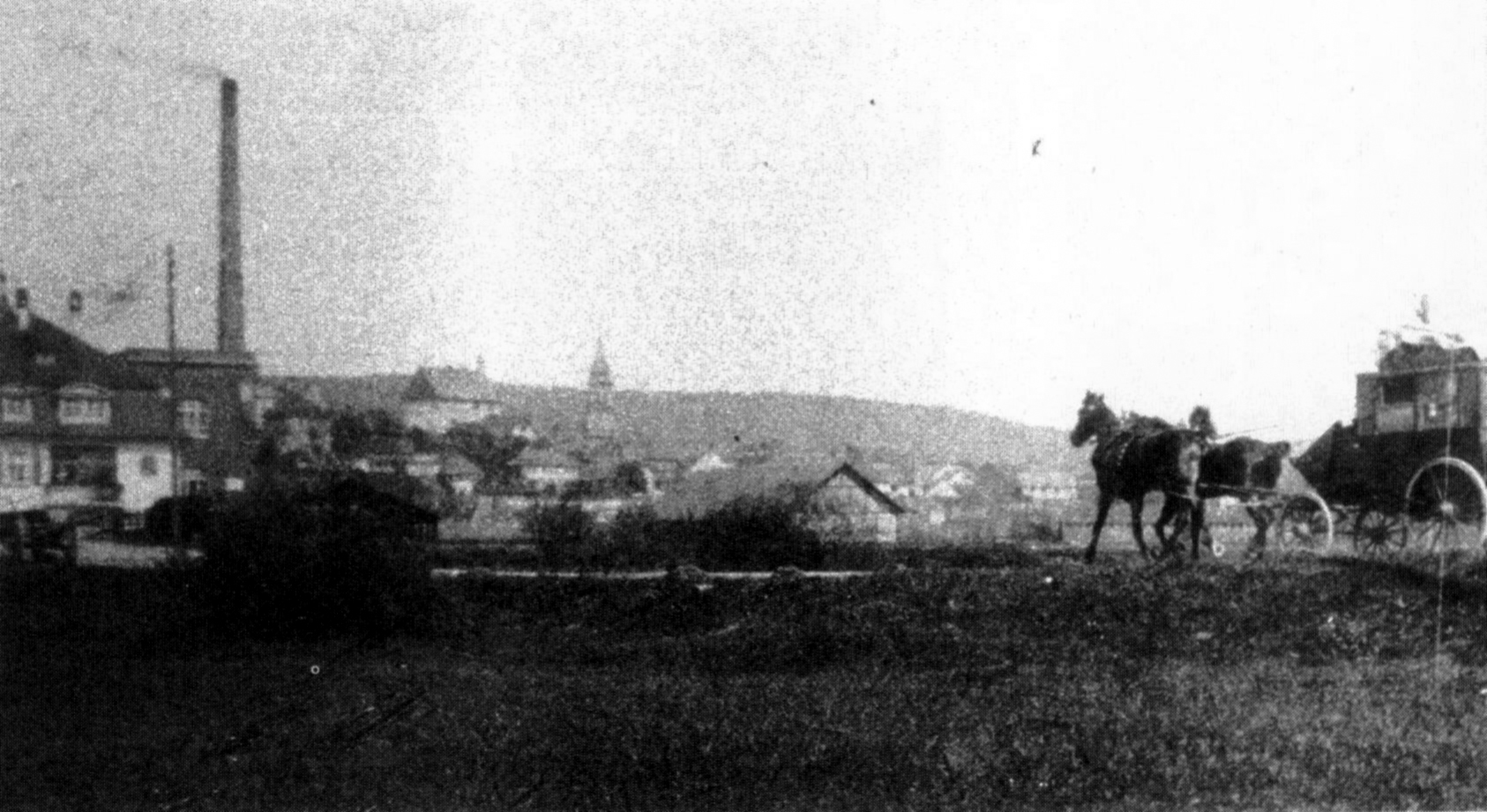
Postkutsche vor Burgkunstadt, kurz vor der Umstellung auf ein Postauto

Aufgrund des enormen Erfolgs der Weihermann-Schuhfabrik wurden in den folgenden Jahren und Jahrzehnten zahlreiche kleinere und größere Schuhfabriken gegründet.
1895 schenkte die Stadt die baufällige Altenburg den Wagnerschen Wohltätigkeitsstiftungen in Dillingen zum Abbruch.
Nach dem Abriss baute die Stiftung die heutige Vorderfront der Anstalt. Die Eröffnungsfeier des Heimes für „schwachsinnige“ und hilfsbedürftige Frauen fand am 27. November desselben Jahres statt.
Am 5. August 1898 gründeten 13 Angestellte verschiedener Schuhfabriken eine Schuhmachergewerkschaft. Trotz erheblichem persönlichen Risikos, wie Verlust des Arbeitsplatzes, vertraten die Gewerkschaftsmitglieder die Interessen der damals rund 120 Arbeiter der Burgkunstadter Schuhfabriken.

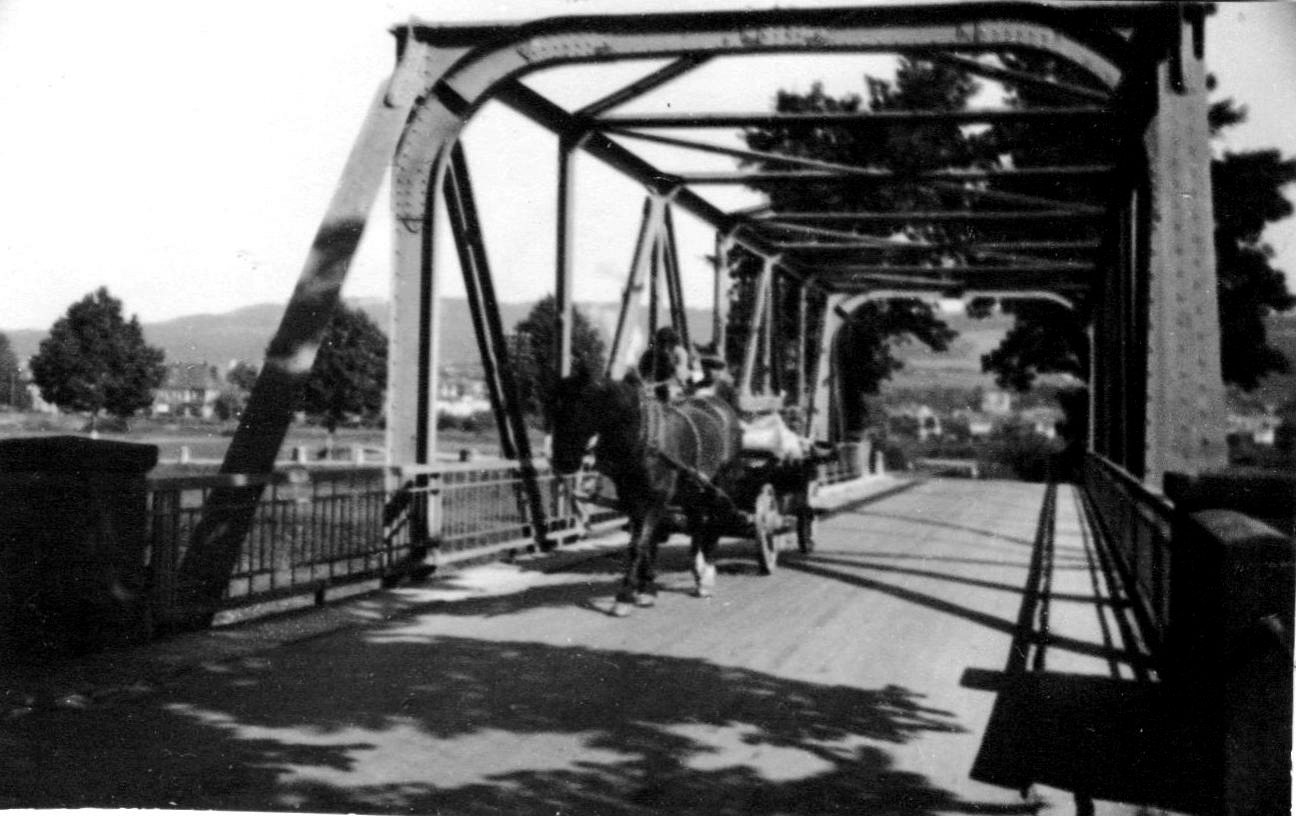
Die 1903 gebaute Mainbrücke zwischen Burgkunstadt und Altenkunstadt, Foto von 1931

Am 16. Oktober 1899 wurde Burgkunstadt an das Telefonnetz angeschlossen, ab 1905 gab es auch elektrisches Licht.
Die hölzerne Mainbrücke wurde durch ein Hochwasser 1903 weggerissen und als Eisenkonstruktion mit Beton-Widerhaken kurz darauf neu gebaut.
Im Jahr 1913 ging die Staatliche Motorpostlinie Burgkunstadt-Weismain in Betrieb. Das Postauto diente auch als öffentliches Verkehrsmittel. Bedingt durch den Ersten Weltkrieg und den Kraftstoffmangel wurde ein Jahr später wieder die Kutsche für den Posttransport eingesetzt.

#### 1914–1933: Vom Ersten Weltkrieg bis zur Wirtschaftskrise
Als der Erste Weltkrieg im August 1914 begann, wurden von den 1446 deutschen Schuhfabriken 881 stillgelegt. Zu den verbliebenen gehörten die Burgkunstadter Fabriken, die fortan überwiegend Militärschuhe herstellten. Die St.-Josefs-Anstalt wurde in ein Lazarett umgewandelt, das in den fünf Kriegsjahren knapp 1000 verwundete Soldaten aufnahm. Insgesamt 9 Glocken aus den unterschiedlichen Kirchen des heutigen Stadtgebietes wurden für die Waffenproduktion eingeschmolzen. Im Krieg starben 64 Burgkunstadter Soldaten, sieben wurden vermisst und kehrten nicht mehr heim.
Ab 1921 erhielt die Stadt eine zentrale Wasserversorgung. Die Auswirkungen der Inflation von 1922 bis 1923 waren auch in Burgkunstadt deutlich zu spüren. Zwar ging keine der großen ortsansässigen Firmen bankrott, die Löhne wurden aber wöchentlich ausgezahlt, da sonst eine der Inflation angemessene Entlohnung der Arbeiter nicht möglich gewesen wäre.

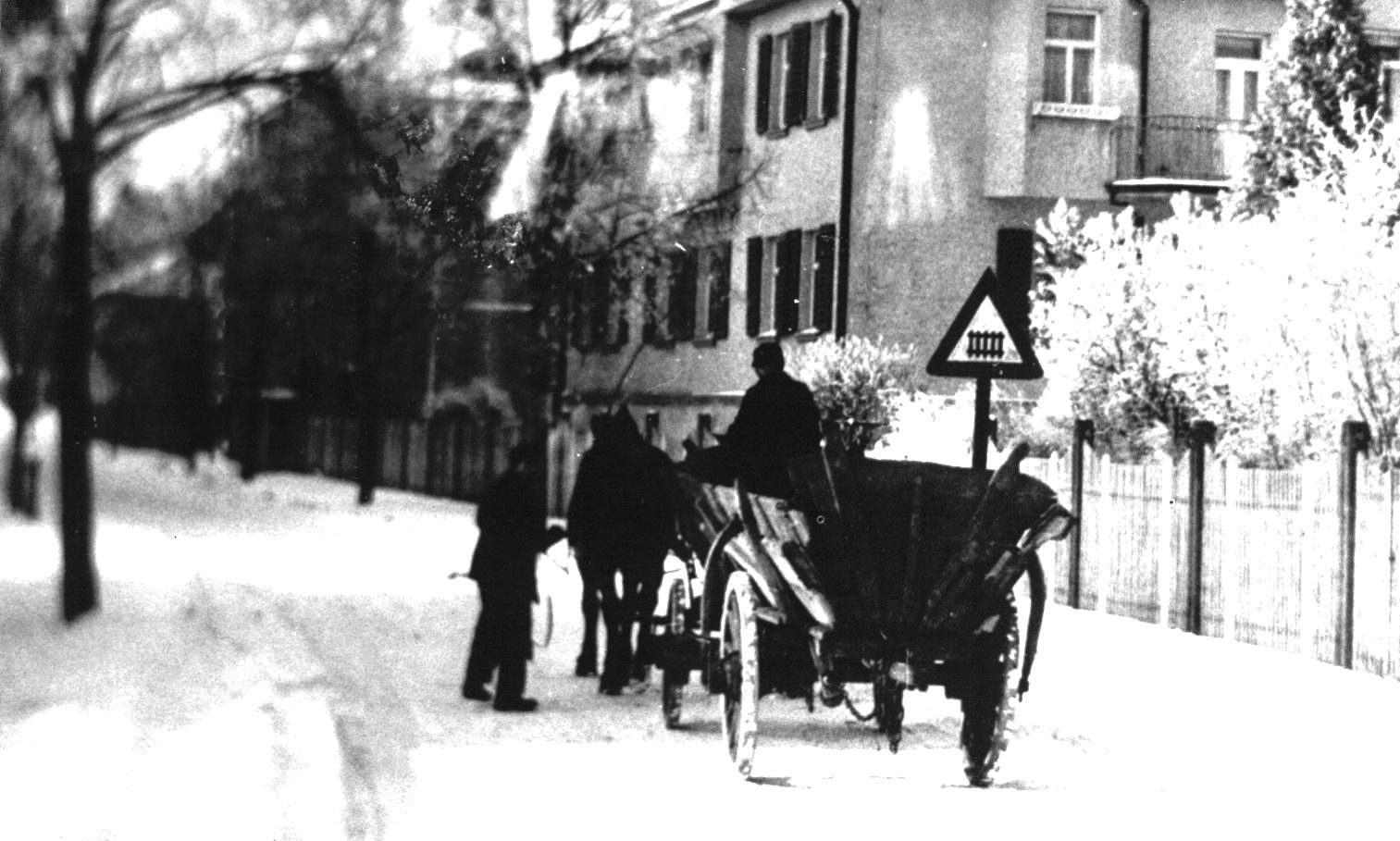
Der offene Müllabfuhrwagen in der Bahnhofstraße von Burgkunstadt

Im Jahr 1925 ging die jahrhundertelange Nachtwächtertradition in Burgkunstadt zu Ende. Nachdem 1923 der letzte festangestellte Nachtwächter verstorben war, wurde dieser Dienst in den folgenden zwei Jahren bis zum Juni 1925 ehrenamtlich von diversen Burgkunstadtern übernommen.
Eine Müllabfuhr gibt es in Burgkunstadt seit Februar 1930. Nach der Inflation kam mit der Wirtschaftskrise ebenfalls 1930 die nächste Katastrophe für die heimische Industrie, die neben Kurzarbeit auch Entlassungen zur Folge hatte.

#### 1933–1945: Nationalsozialismus und Zweiter Weltkrieg
Die Machtergreifung Hitlers führte auch in Burgkunstadt zu weitreichenden politischen und sozialen Veränderungen. Eine der ersten war die Ernennung des Zahnarztes und NSDAP-Politikers Leo Feuersinger zum Bürgermeister und der Austausch des Stadtrats durch eine „Stadtverordnung“ aus zehn NSDAP-Fraktionären.
Beim Judenboykott am 1. April wurden einige Läden der jüdischen Geschäftsleute in Burgkunstadt geplündert und zerstört. In den folgenden Jahren wurden, wie in ganz Deutschland, auch in Burgkunstadt die Juden so oft wie möglich unterdrückt und drangsaliert. Durch die antijüdische Gesetzgebung mussten mehrere jüdische Betriebe schließen, andere wurden arisiert oder enteignet.
Von dem Gesetz zur Verhütung erbkranken Nachwuchses waren die meisten Bewohner der St.-Josefs-Anstalt betroffen, die ab Juli in geschlossenen Anstalten „verwahrt“ wurden. Um das Grundstück wurde ein hoher Drahtzaun errichtet.
Am 29. Oktober 1933 wurde in der Rangengasse der Grundstein für die evangelische Kirche gelegt. Rund zwei Jahre später, am 20. Oktober 1935, wurde die Kirche mit großer Beteiligung der Öffentlichkeit geweiht.

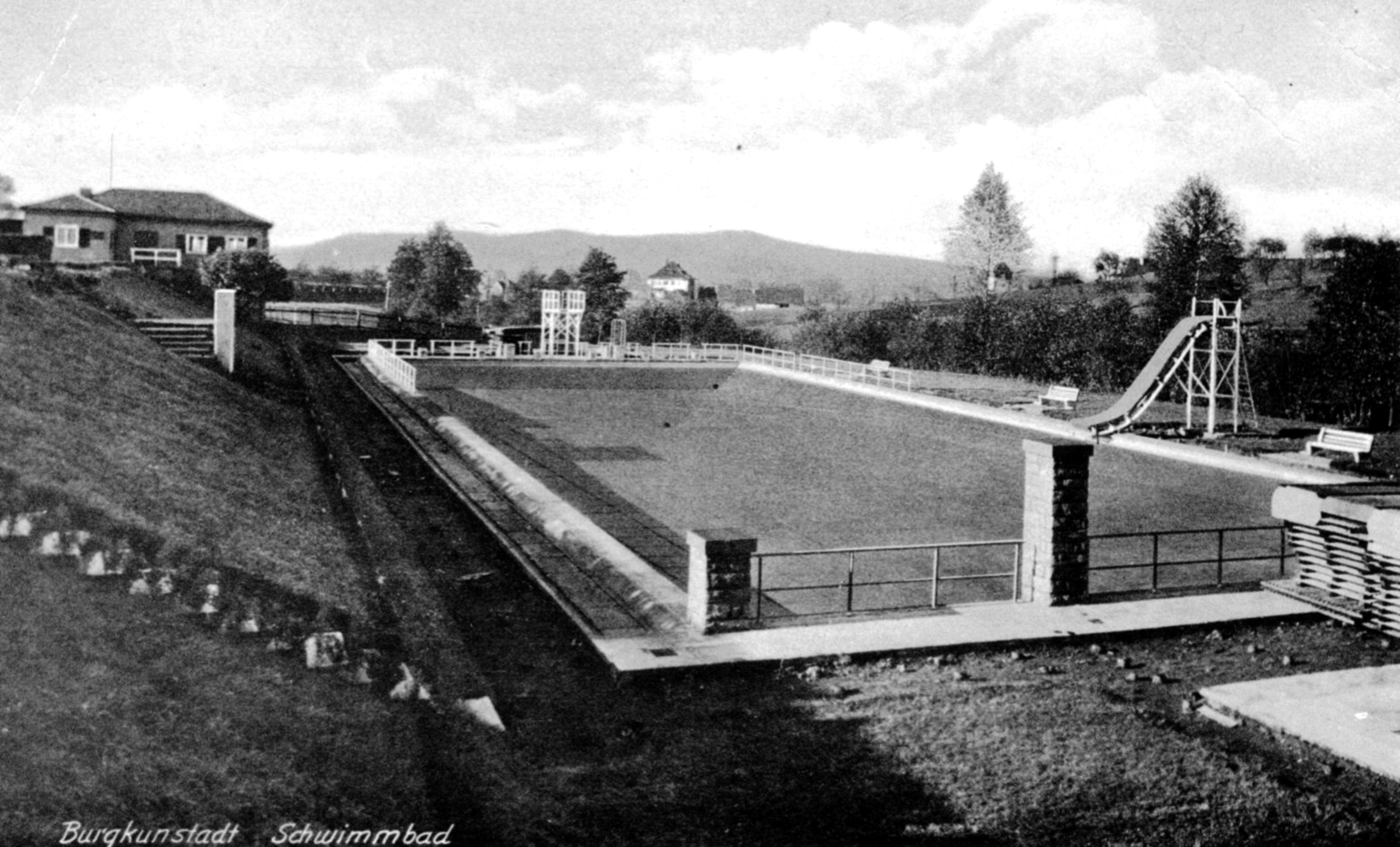
Foto des Burgkunstadter Freibades in seiner ursprünglichen Form (um 1935)

Das Freibad, ein Prestigeobjekt für die Stadt und den Nationalsozialismus, wurde am 4. August 1935 eröffnet. Nicht nur für die Stadt, sondern für den gesamten Landkreis Lichtenfels war das Freibad eine große Attraktion, da es das einzige öffentliche Bad außerhalb des Maines war.

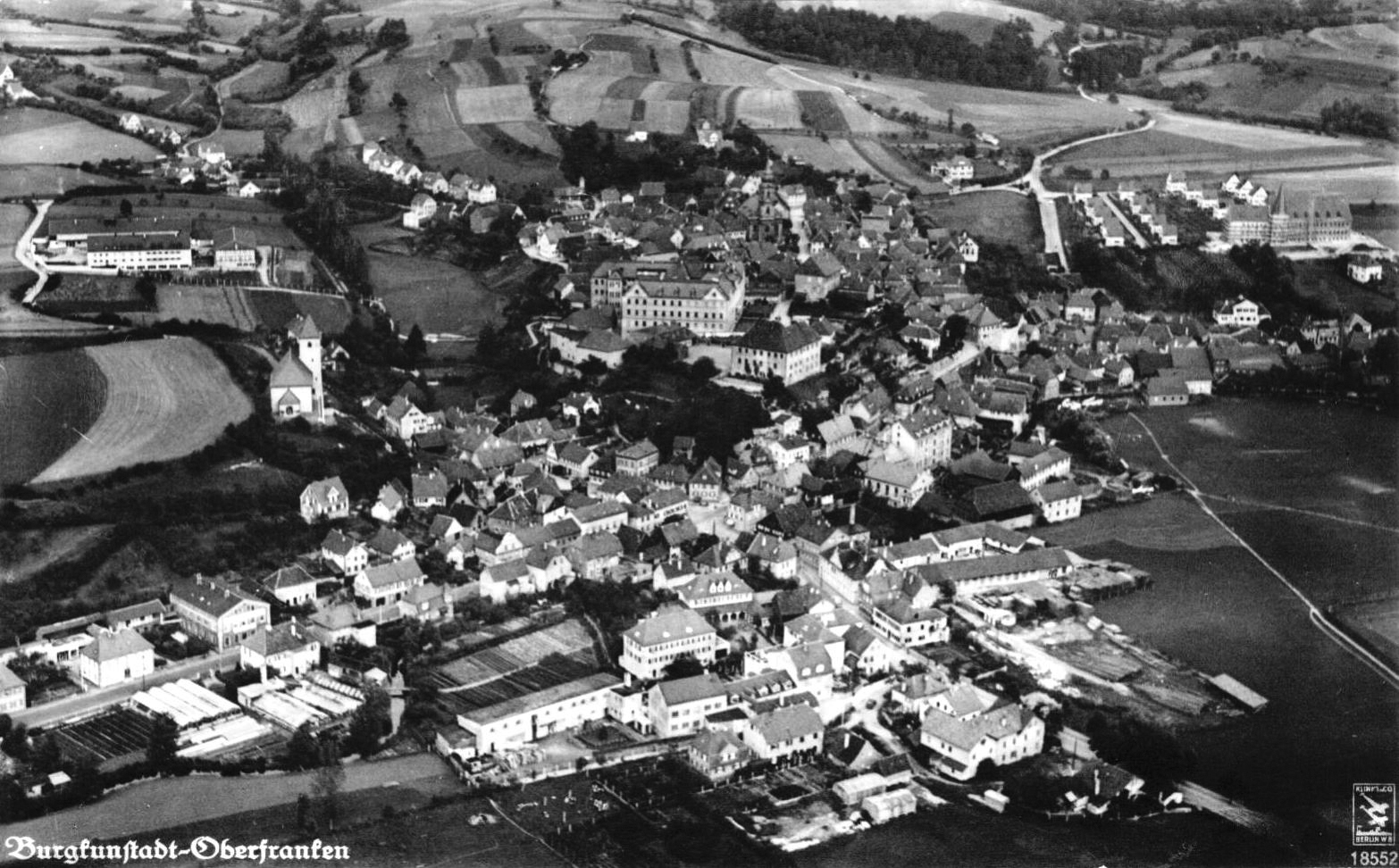
Luftbild Burgkunstadts von 1938. Gut zu erkennen rechts oben die damals neu gebaute Volksschule und die Schulsiedlung.

Die heutige Grundschule wurde nach etwas mehr als einem Jahr Bauzeit am 30. Oktober 1938 als Fritz-Wächtler-Schule eingeweiht. Jahrzehntelang wurde bis dahin in der ehemaligen Vogtei unterrichtet. Aus Raumnot war in den letzten Jahren bis 1938 dort in Schichten unterrichtet und die achte Jahrgangsstufe gestrichen worden.

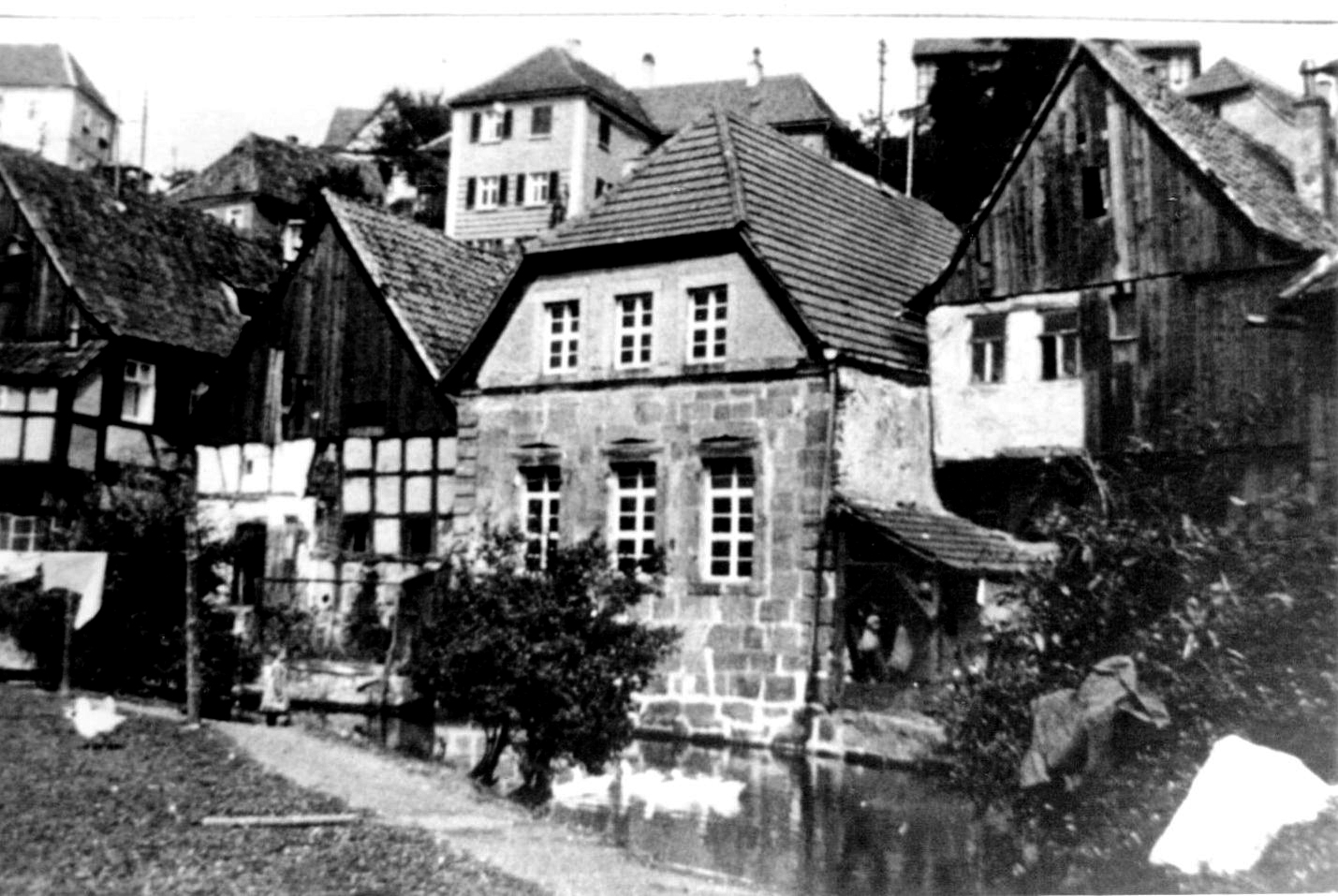
Die Burgkunstadter Synagoge; Fotografie von 1935

In der „Reichskristallnacht“ vom 9. auf den 10. November 1938 wurde die Synagoge in der Unterstadt geplündert und verwüstet. „Aus verkehrstechnischen Gründen“ wurde die Synagoge bis Jahresende vollständig abgetragen und durch eine Grünanlage ersetzt.
Mit dem deutschen Überfall auf Polen begann am 1. September 1939 der Zweite Weltkrieg. Die Begeisterung der Bevölkerung hielt sich im Gegensatz zum Deutsch-Französischen Krieg und zum Ersten Weltkrieg in Grenzen und kam nur bei absolut überzeugten Nationalsozialisten auf. „Im Rahmen der zivilen Luftschutzmaßnahmen“ blieben zwischen dem 1. und dem 11. September alle Schulen im Landkreis Lichtenfels geschlossen.
Die ersten Fliegerbomben fielen durch englische Flugzeuge in der Nacht vom 27. auf den 28. August 1940 nordwestlich der St.-Josephs-Anstalt. Diese wurde im Frühsommer 1941 vollständig geräumt. Viele Bewohner wurden in anderen Heimen und Psychiatrien ermordet; nur wenige wurden nach Hause entlassen. Die Anstalt wurde in ein NS-Volksfürsorgeheim für Mutter und Kind umgewandelt.

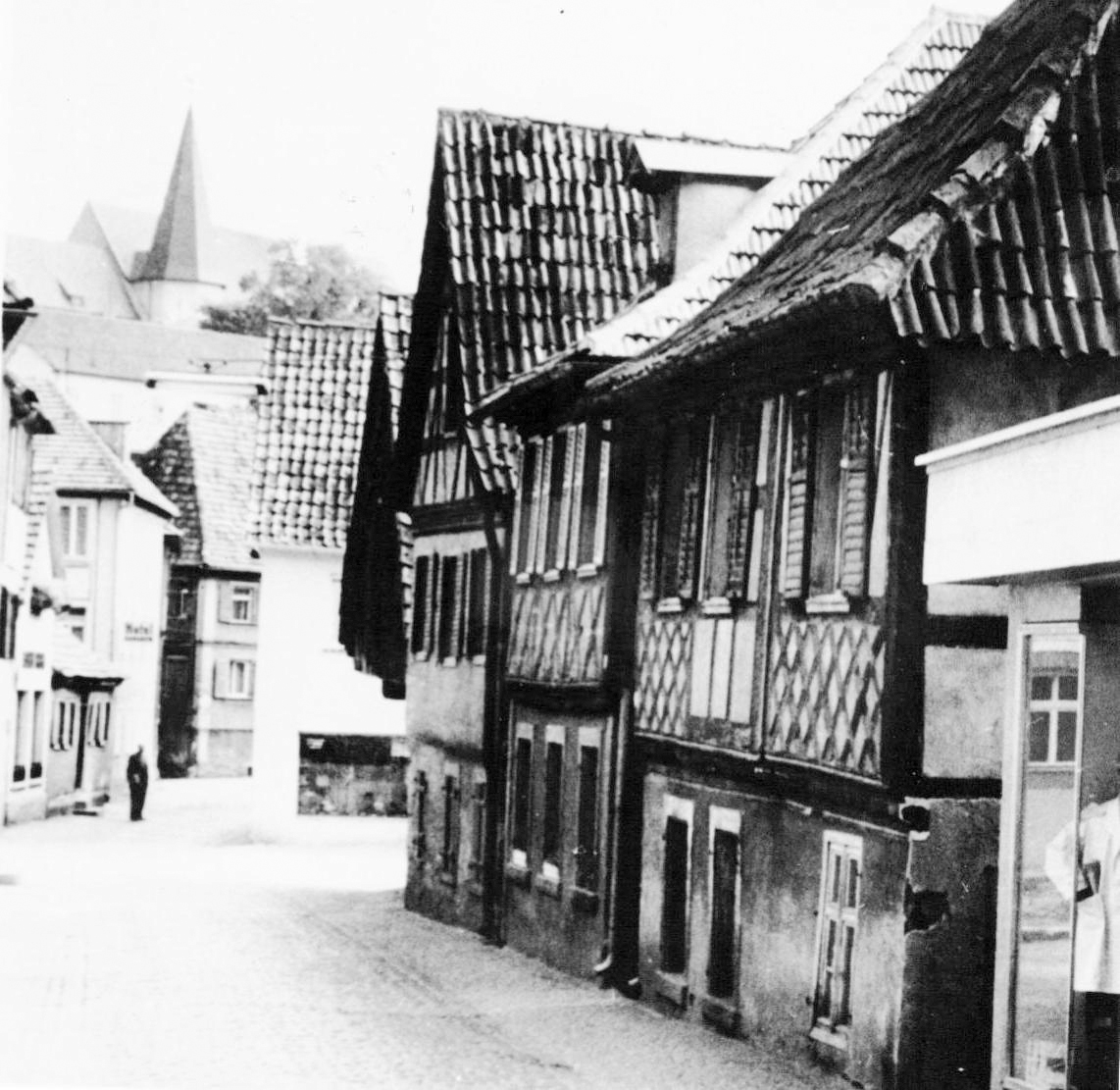
Häuser in der Kulmbacher Straße neben dem leeren Platz, an dem bis 1938 die Synagoge stand. Im vierten von rechts lebten bis 1942 die letzten Burgkunstadter Juden.

Am 24. April 1942 kamen die letzten zwölf Burgkunstadter Juden, darunter der fünfjährige Hans-Peter Steinbock, mit dem Zug zuerst nach Bamberg und am nächsten Tag über Nürnberg nach Kraśniczyn. Bis zum 28. April wurden sie in das KZ Majdanek in Ostpolen gebracht. In den folgenden Tagen wurden die meisten in die Vernichtungslager Belzec und Sobibor transportiert, wo sie im Sommer 1942 in den Gaskammern ermordet wurden. Diese Aktion beendete die rund 700-jährige Geschichte der jüdischen Gemeinde in Burgkunstadt.
Da immer mehr Arbeiter der heimischen Schuhfabriken an die Front mussten, wurden die Arbeitsplätze durch kriegsgefangene Russen, Litauer, Polen, Franzosen und Wlassow-Soldaten besetzt.
Ab März 1945 häuften sich auch die Flüchtlingsströme aus osteuropäischen Ländern. Dazu kamen immer öfters waffenlose, verwahrloste Soldaten. Damit wurde immer deutlicher, dass der Krieg bald enden werde.
Im Zuge des Nerobefehls wurden am 10. April alle Mainbrücken in der Umgebung gesprengt. Das Lichtenfelser Tagblatt erschien das letzte Mal am 10. April, der Strom fiel ab dem 11. April aus, so dass man auch kein Radio mehr hören konnte und von der Außenwelt abgeschnitten war. Neben diesem Umstand führte auch die schlechte Nahrungsmittelversorgung zu zahlreichen Plünderungen in dieser Zeit.
Am 12. April 1945 erreichte die amerikanische Panzerspitze Horb, woraufhin sich Burgkunstadt noch am selben Abend ergab. Widerstand leistete nur eine mehrere Mann starke Gruppe von Wehrmachtsoldaten, die durch die Burgkunstadter Bevölkerung aber vertrieben werden konnte. In den folgenden Tagen und Wochen machten sich auch die meisten Ostarbeiter, Wlassow-Soldaten und die Evakuierten aus deutschen Großstädten auf den Heimweg.
Am 8. Mai um 23.01 Uhr, knapp vier Wochen nach der Kapitulation Burgkunstadts, endete der Zweite Weltkrieg durch die bedingungslose Kapitulation der Wehrmacht. Einschließlich der Neubürger (Flüchtlinge, Vertriebene etc.) starben 242 Burgkunstadter Soldaten an den Fronten. Viele weitere blieben vermisst. Von den in Burgkunstadt geborenen oder länger ansässig gewesenen Juden starben 84 in den Arbeits- und Vernichtungslagern.

#### 1945–1964: Von der Not zum Wirtschaftswunder
Im Sommer 1945 florierte der Schwarzmarkt, auf dem neben Nahrungsmitteln auch Souvenirs der Nazizeit verkauft wurden. Auch der Flüchtlingsstrom nahm noch einmal zu. Ab dem 11. Juni gab es wieder Strom in der Stadt, so dass die heimische Industrie teilweise wieder den Betrieb aufnehmen konnte, sofern genügend Arbeiter nach dem Krieg noch vorhanden waren, was für viele Betriebe ein ernsthaftes Problem darstellte. Auch die St.-Josefs-Anstalt nahm neben Flüchtlingen auch wieder Behinderte auf.

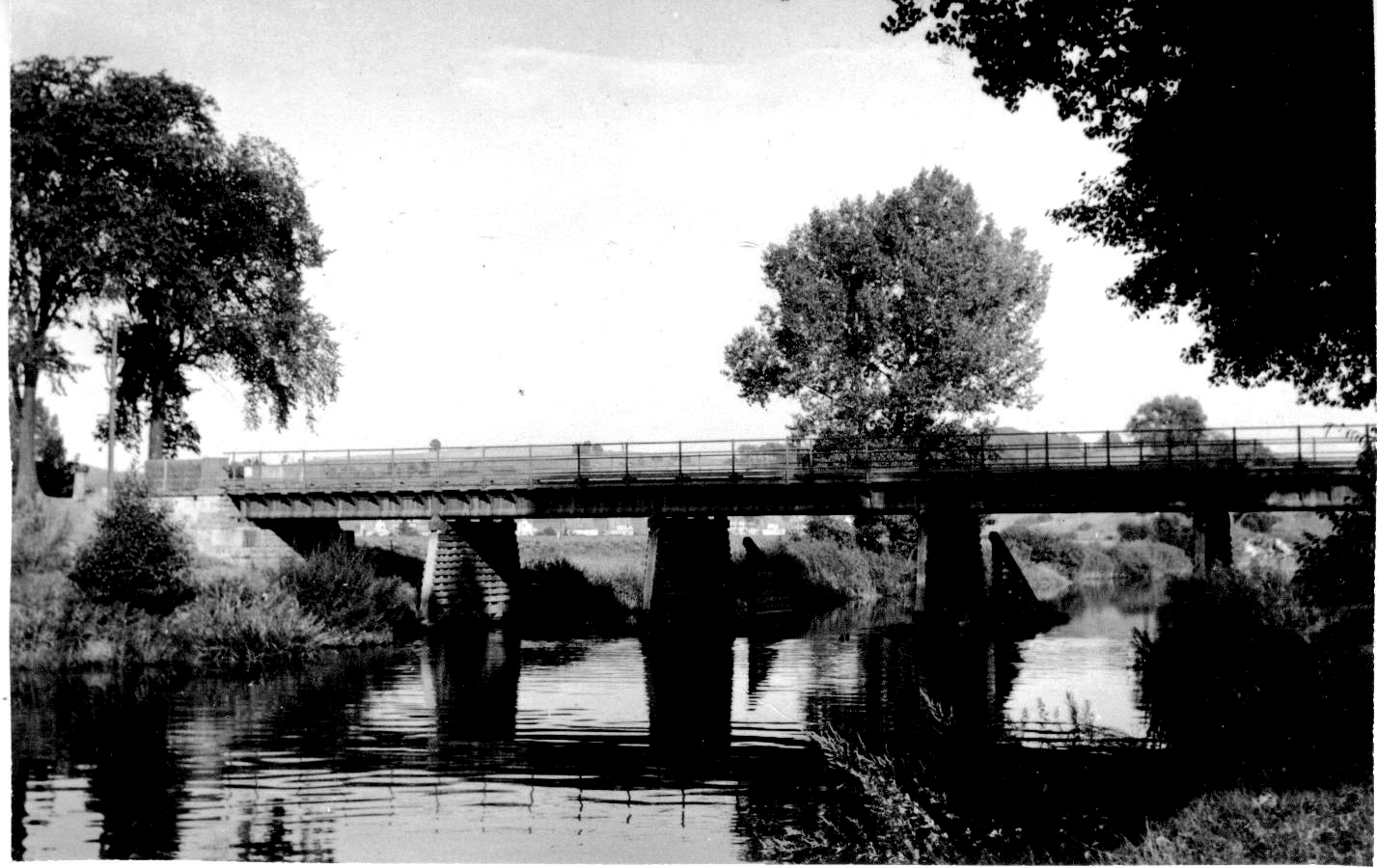
Die im Herbst 1945 von der FiMa aus Kanonenrohren gebaute zweite Mainbrücke, die bis 1955 stand

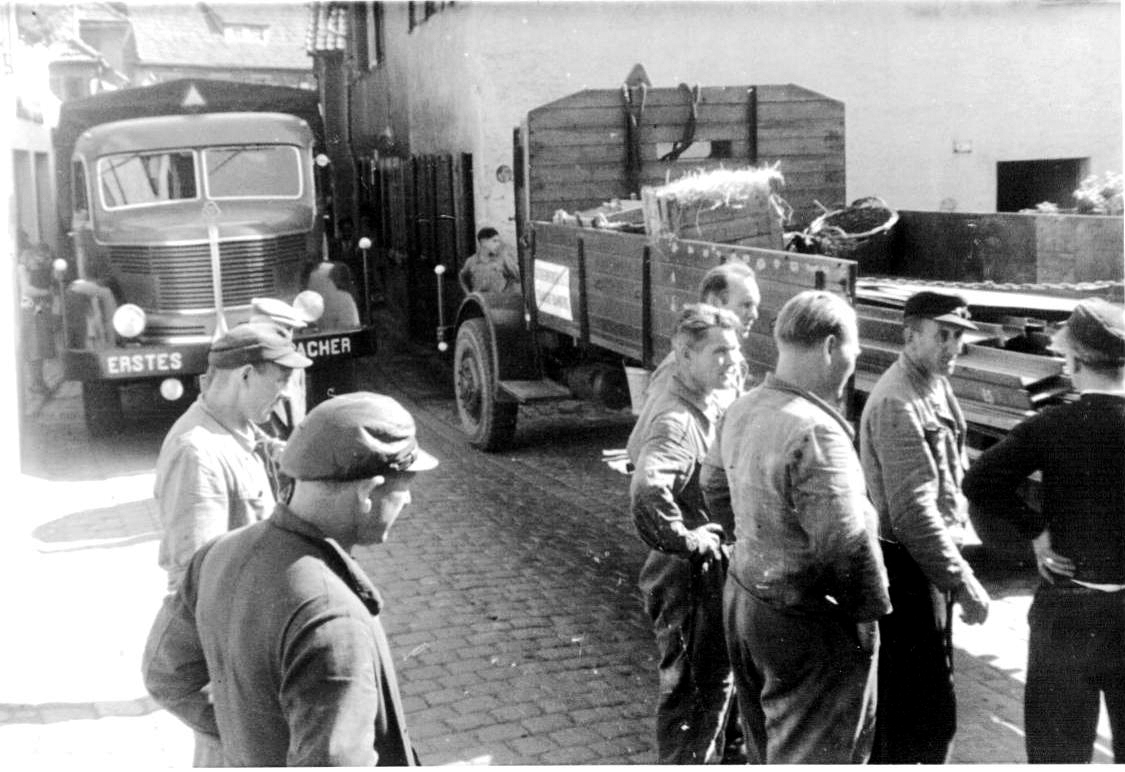
Rangiermanöver in der inneren Kulmbacher Straße um 1954, auf dem Bild wird ersichtlich wie dringend der Bau der Umgehungsstraße war

Im Herbst 1945 baute die im Krieg aus dem Saarland zugezogene Maschinenfabrik Fischer eine neue Mainbrücke aus Kanonenrohren und ermöglichte dadurch wieder den Verkehr zwischen Burgkunstadt und Altenkunstadt. Nach neun Jahren wurde die Brücke im August 1954 abgerissen und durch eine moderne Stahlbetonbrücke ersetzt.
Ab Sommer 1945 hatten die Amerikaner begonnen, Deutschland zu entnazifizieren. In Burgkunstadt wurden im Rahmen dessen einige Haft- und Geldstrafen verhängt, zudem musste die Stadtverwaltung nahezu alle Beamten und Angestellten entlassen.
Der extrem kalte Winter Anfang 1947 verschlechterte die Situation der Bevölkerung neben der ohnehin mangelhaften Nahrungsmittelversorgung zusätzlich, da kaum Heizmaterial vorhanden war. Dies hatte zur Folge, dass der Schwarzmarkt wieder aufblühte und deutlich mehr entwendet wurde als sonst.

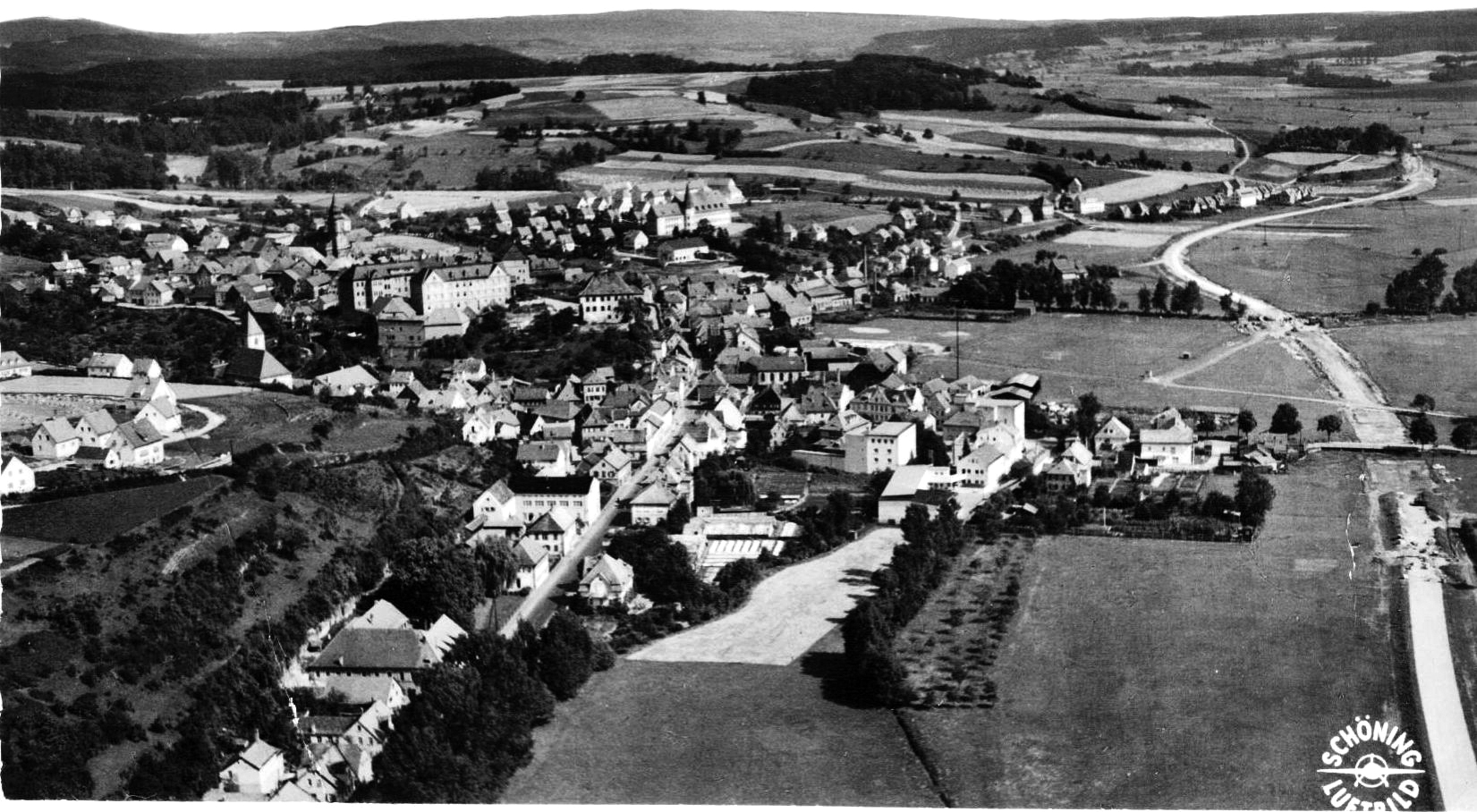
Luftbild der sich im Bau befindlichen Umgehungsstraße, der heutigen B 289.

Um die Wohnungsnot zu lindern, wurden überall im Stadtgebiet Häuser und Wohnungen, teils auch aus öffentlichen Mitteln, errichtet. Der zunehmende Verkehr sorgte oftmals für lange Staus in der Unterstadt und es kam trotz der innerörtlichen Lage zu einigen tödlichen Unfällen. Abhilfe brachte eine damals nur zwei Kilometer lange Umgehungsstraße (Teil der heutigen B 289).
1954 begann man mit dem Bau der für rund 1000 Leute ausgelegten Multifunktionshalle, der heutigen Stadthalle. Die Stadthalle entwickelte sich in den Jahren nach der Fertigstellung im Jahr 1956 zu einem kulturellen und sozialen Anziehungspunkt für ganz Oberfranken.

#### 1965–1990: Von der Schuhstadt zur Schulstadt
Die Entwicklung zum schulischen Zentrum des westlichen Landkreises Lichtenfels begann mit dem Bau der staatlichen Mittelschule (der heutigen Realschule) am 8. Juni 1965, die im September 1966 fertiggestellt wurde. Mit dem Ende der Konfessionsschulen ging 1970 auch eine Neuorganisation des Schulwesens einher, zudem wurden die Schüler aus fast allen angrenzenden Ortschaften ab spätestens 1970 in Burgkunstadt eingeschult. Durch die stark angewachsene Schülerzahl wurde die Volksschule durch einen Anbau erweitert.
Der Höhepunkt der Burgkunstadter Schuhindustrie war Mitte der 1960er Jahre. Rund 2300 Arbeiter aus mehr als 50 Ortschaften fertigten täglich 12.000 Paar Schuhe, darunter neben Damen- und Herrenschuhen auch Kinder-, Übergrößen-, Eislauf- und Skischuhe. Zu dieser Zeit bekam die Stadt den Beinamen Fränkisches Pirmasens bzw. Klein-Pirmasens.
Im Zuge der bayerischen Gemeinde-Gebietsreform wurde Weidnitz als erste Gemeinde am 1. Juli 1971 nach Burgkunstadt eingegliedert. In den folgenden Jahren bis 1977 folgten die weiteren umliegenden Gemeinden, die heute zu Burgkunstadt gehören. Durch die angewachsene Gemeindegröße wurde auch ein Rathausanbau nötig, der zusammen mit einer Generalsanierung 1978 fertiggestellt wurde.
1974 wurde das Progymnasium mit integriertem Erweiterungsbau der Realschule fertiggestellt. Zu dieser Zeit schlossen die ersten Schuhfabriken in Burgkunstadt, bedingt durch zu starke, vor allem ausländische Konkurrenz.

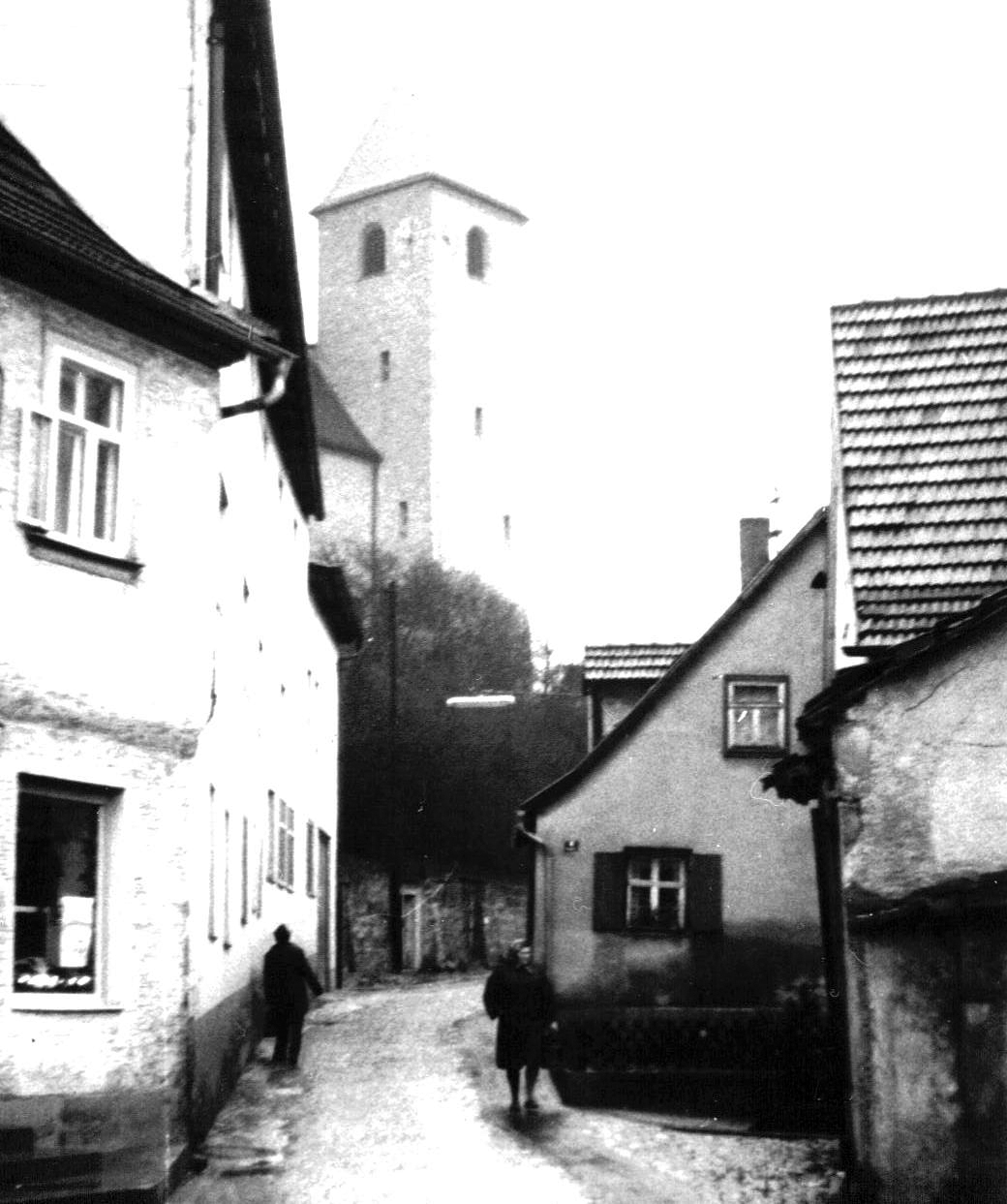
Das Haus in der Bildmitte wurde ebenfalls zur Erweiterung der Rangengasse 1978 abgerissen

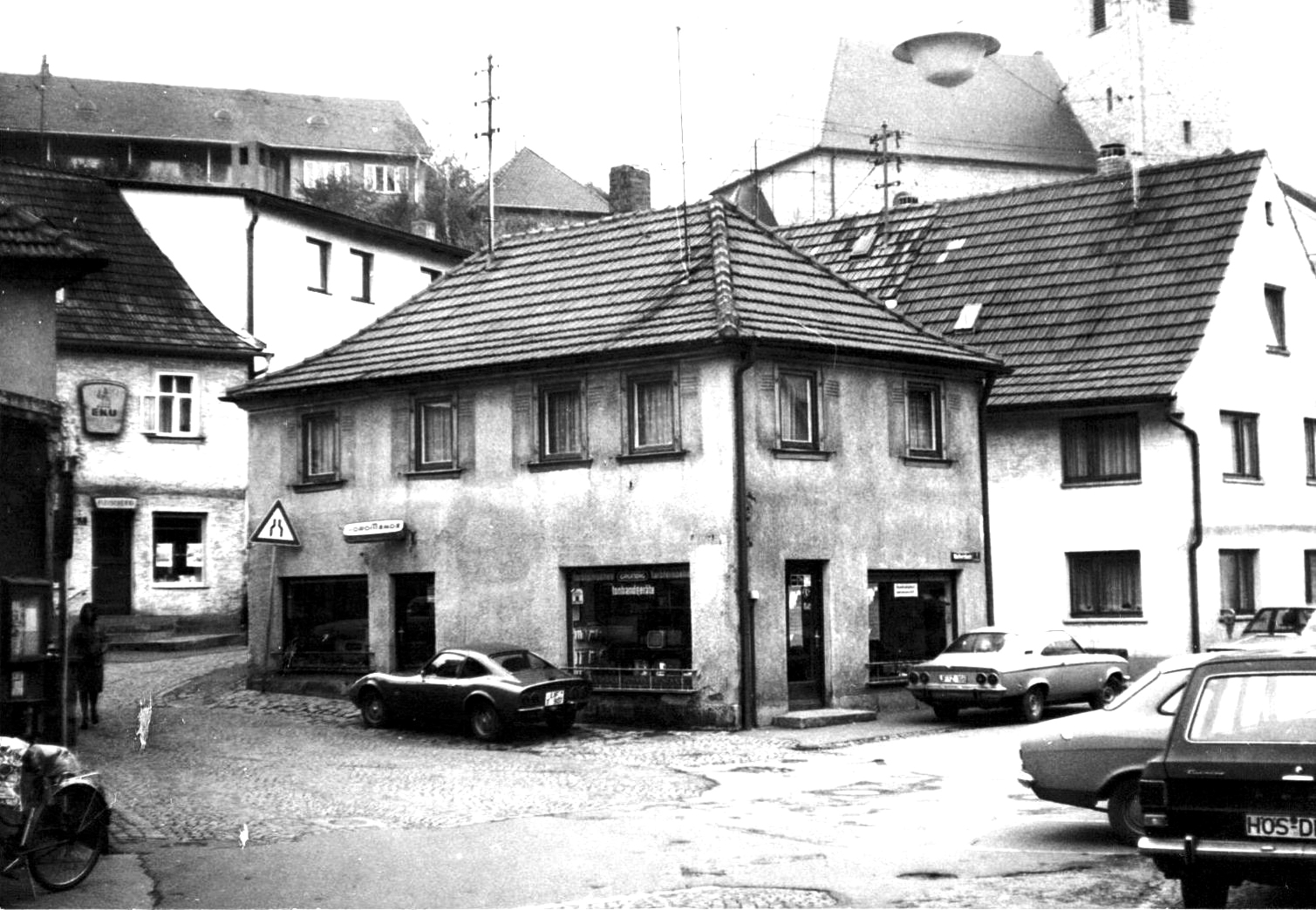
Die Weihersbachstraße um 1975, das Haus in der Bildmitte wurde zum Ausbau der Rangengasse 1978, das Haus rechts dahinter ca. 2005 abgerissen

Zwischen 1963 und 1978 fanden im Bereich der ehemaligen Burganlage mehrere archäologische Ausgrabungen statt, bei denen teilweise Funde mit einem großen wissenschaftlichen Wert, wie dem Bamberger Silberdenar, zum Vorschein kamen.
Auf einem Grundstück in der Lichtenfelser Straße hatte man bereits 1979 mit dem Bau eines Rettungszentrums für das Rote Kreuz und die Freiwillige Feuerwehr begonnen, das am 12. September 1980 eingeweiht wurde.
Nachdem in Burgkunstadt zwischen 1978 und 1979 Erdkabel verlegt worden waren, konnte man ab dem 12. März 1981 als erste Stadt im Landkreis Kabelfernsehen empfangen. 1982 wurde das erste Mal das bis heute beliebte Altstadtfest veranstaltet.
1983 zeichnete sich bereits das Ende der Schuhindustrie ab. Die Obermain-Schuhfabrik stand kurz vor dem Aus und auch in den anderen übrig gebliebenen Schuhfabriken ging es meist bergab. Dennoch wurde 1988 das 100-jährige Jubiläum der Burgkunstadter Schuhindustrie gefeiert. Zu dieser Zeit begann auch die Planungsphase des Schustermuseums.
Die schulische Entwicklung Burgkunstadts fand ihren Abschluss mit der Erweiterung des Progymnasiums zum Vollgymnasium im Jahr 1990. Trotz der positiven Bilanz von 1988 und der guten Produktqualität stellte am 31. März 1990 die Obermain-Schuhfabrik als letzte Schuhfabrik der Stadt die Produktion ein. Die Zeit der örtlichen Schuhindustrie war damit endgültig vorbei.

#### 1990–2011 Rasante Veränderungen
Noch vor der Auflösung der DDR ging Burgkunstadt mit dem sächsischen Ehrenfriedersdorf eine Städtepartnerschaft ein, die von beiden Seiten begrüßt wurde.
Das Schustermuseum wurde im März 1991 eröffnet. Um auch die Burgkunstadter Frühgeschichte besser zu erschließen, fanden zwischen 1995 und 2001 erneut mehrere archäologische (Not-)Grabungen im Altstadtbereich statt. Die Grabungserfolge waren hier jedoch höchst unterschiedlich.
Mit finanzieller Unterstützung des 1995 gegründeten Fördervereins konnte von 1998 bis 2000 das Freibad durch die Stadt generalsaniert bzw. teilweise neu gebaut werden. Das nächste größere Bauprojekt, das evangelische Gemeindehaus mit angegliederter Freilichtbühne, konnte im Frühjahr 2000 fertiggestellt werden.

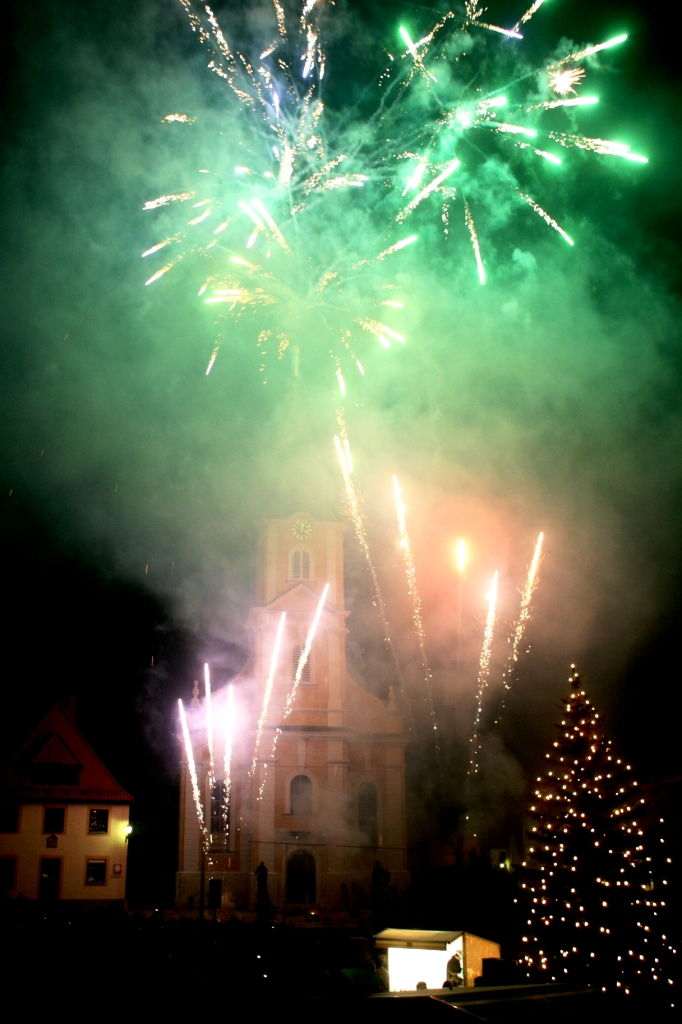
Impression des Jubiläumsfeuerwerks

2003 wurde die im 14. Jahrhundert erbaute Vogtei zu einem symbolischen Preis von einem Euro an die Friedrich-Baur-Stiftung verkauft, bis zum Sommer 2006 für über drei Millionen Euro saniert und als Kulturhaus ausgebaut.
Im Januar 2005 wurden das Gymnasium und die Realschule dem Landkreis Lichtenfels übereignet, da die Stadt die Trägerschaft aus finanziellen Gründen nicht mehr übernehmen konnte. Nach langen Verhandlungen wurde das zu den Schulen gehörende Hallenbad im Februar 2010 geschlossen. Auch in der Hauptschule fanden Veränderungen statt. Zum Schuljahr 2007/2008 wurde sie zur Offenen Ganztagsschule erweitert mit der Geschwister-Gummi-Stiftung aus Kulmbach als Träger.
Am 31. Dezember 2008 fand zum bevorstehenden 950-jährigen Jubiläum der Stadt eine große Silvesterfeier auf dem Marktplatz statt. Zum Abschluss des Jubiläumsjahres 2009 fand ebenfalls eine große Silvesterfeier auf dem Marktplatz statt.

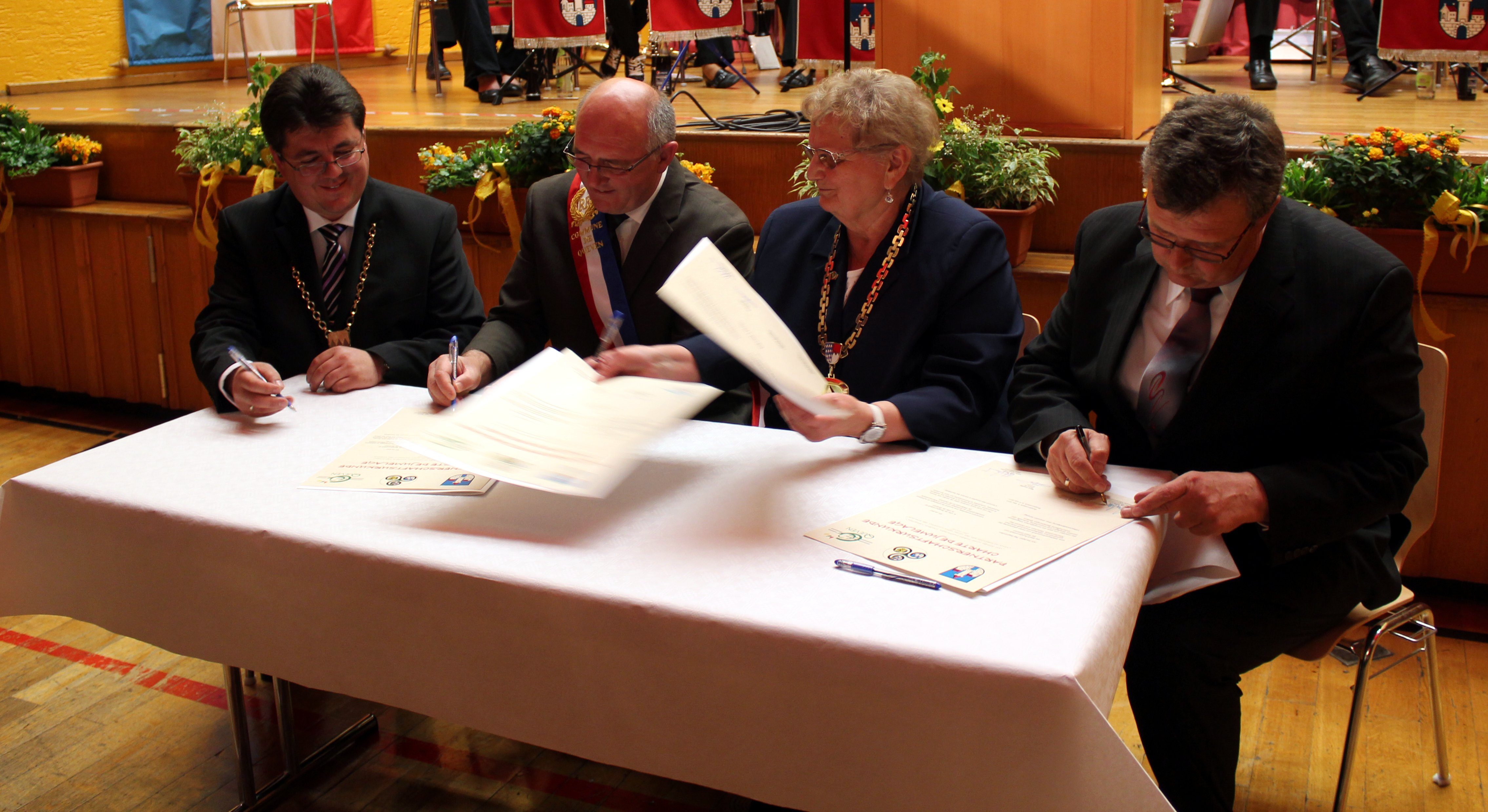
Unterzeichnung bzw. Erneuerung der Städtepartnerschaftsurkunden am 5. Mai 2011 in Burgkunstadt.

Im September 2009 wurde der Entschluss gefasst, mit der polnischen Landgemeinde Gostynin in den nächsten Jahren eine Städtepartnerschaft einzugehen. Im Oktober desselben Jahres konnte das Rathaus nach zweieinhalbjähriger Sanierungsarbeit wieder eröffnet werden.
Da die Kathi-Baur-Halle mit Schwimmbad abgerissen werden soll, begann man bereits 2008 mit dem Bau einer neuen Sporthalle neben der bereits existierenden Dreifachturnhalle am Gymnasium. Die neue Halle konnte im Februar 2010 fertig gestellt werden. Zwischen Herbst 2010 und Sommer 2011 wurde die Realschule umfassend saniert und renoviert.
Nach mehrjähriger Planung schloss die Stadt Burgkunstadt, fünf Jahre nach Altenkunstadt und Weismain, am 5. Mai 2011 bei einem Festakt eine Städtepartnerschaft mit der bretonischen Gemeinde Quéven. Für Burgkunstadt stellt dies die erste internationale Städtepartnerschaft dar.

### Legende
Heute fast in Vergessenheit geraten ist, dass Burgkunstadt nach dem Volksmund einst Wohnort des Riesen Rübesam gewesen sein soll. In seinem Buch Heimat Franken : gesammelte Beiträge zur Kunst, Geschichte, Volkskunde und Denkmalpflege in Franken zitierte Ernst Eichhorn das einst sehr beliebte Kindergedicht:
„Kinder von Kunostadt – esset euch hurtig satt. Schlafet ruhig und zahm – sonst kommt der Riese Rübesam“. Nachdem das Gedicht allerdings fast ausschließlich mündlich überliefert wurde, ist es heute nahezu vollständig aus dem Volksgedächtnis verschwunden.

### Konfessionsstatistik
Die Bevölkerung Burgkunstadts nach der Religionszugehörigkeit (mit Nebenwohnsitzen) der Jahre 2005 bis 20132019, 2020 und 2021:
| Religion                  | 2005 | 2010 | 2011 | 2012 | 2013 | 2019 | 2020 | 2021 | 2023 |
| ------------------------- | ---- | ---- | ---- | ---- | ---- | ---- | ---- | ---- | ---- |
| Katholisch                | 3793 | 3540 | 3302 | 3271 | 3199 | 2968 | 2925 | 2833 | 2706 |
| Evangelisch               | 2734 | 2657 | 2543 | 2497 | 2475 | 2316 | 2277 | 2287 | 2175 |
| Nicht- oder andersgläubig | 687  | 752  | 736  | 770  | 771  | 1178 | 1214 | 1303 | 1628 |
| Gesamt                    | 7214 | 6949 | 6581 | 6538 | 6445 | 6466 | 6416 | 6473 | 6509 |

### Eingemeindungen
Zum Stadtgebiet gehören folgende sieben ehemals eigenständige Gemeinden, meist auch mit deren Gemeindeteilen:
- Weidnitz: Als erste Gemeinde schloss sich am 1. Juli 1971 Weidnitz der Stadt Burgkunstadt an.[16] Am 30. Juni 1971 fanden sich zahlreiche Bürger, mehrere Kommunalpolitiker und die damaligen Bürgermeister Pfadenhauer (Burgkunstadt) und Mader (Weidnitz) an der damaligen Ortsgrenze ein, wo die beiden Bürgermeister ein über die Straße gespanntes Band zerschnitten, das die Vereinigung symbolisierte.
- Neuses am Main: Am 1. April 1972 schloss sich als zweite Gemeinde Neuses am Main Burgkunstadt an.[16] Das damals zu Neuses gehörende Obristfeld wurde nach Redwitz eingemeindet.
- Ebneth mit Hainweiher und Pfaffeggetten: Am Rande der Landtags- und Kommunalwahlen 1974 stimmte Ebneth mit seinen beiden Gemeindeteilen mit 107 Pro- und 17 Kontrastimmen für die Eingemeindung, die am 1. Januar 1975 stattfand[17] und am 12. April 1975 mit einem Festakt im damaligen Ebnether Gasthof Lindenzweig gefeiert wurde.
- Mainroth: Nachdem der Mainrother Gemeinderat bereits am 28. August 1975 mit 7:4 Stimmen für eine Eingemeindung nach Burgkunstadt gestimmt hatte, aber die Bewohner der zu Mainroth gehörenden Ortschaften Rothwind, Fassoldshof und Eichberg sich dagegen aufgelehnt hatten, sah man vorerst von der Eingemeindung ab. Am 1. Januar 1977 schloss sich Mainroth Burgkunstadt an, jedoch ohne die dazugehörigen Ortschaften, die sich Mainleus anschlossen.[17]
- Gärtenroth mit Wildenroth, Lopphof, Eben und Flurholz: Eingemeindung am 1. Januar 1977[17]
- Kirchlein mit Reuth und Hainzendorf: Eingemeindung am 1. Januar 1977[17]
- Theisau mit Mainklein: Eingemeindung am 1. Januar 1977[17]

### Einwohnerentwicklung
Im Zeitraum 1988 bis 2018 sank die Einwohnerzahl von 6666 auf 6451 um 215 bzw. um 3,2 %.
| Jahr | Einwohner |
| ---- | --------- |
| 1664 | 285       |
| 1674 | ca. 370   |
| 1675 | 489       |
| 1676 | ca. 490   |
| 1679 | ca. 400   |
| 1683 | 579       |
| 1685 | 548       |
| 1687 | 656       |
| 1694 | 650       |
| 1701 | 670       |
| 1704 | 777       |
| 1706 | 806       |
| 1743 | 996       |
| 1785 | 1000      |
| 1804 | ca. 1000  |
| 1812 | 1175      |
| 1829 | 1417      |

| Jahr | Einwohner |        |
| ---- | --------- | ------ |
| 1832 | ca. 1400  |        |
| 1834 | ca. 1400  |        |
| 1838 | 1384      | [ 18 ] |
| 1840 | 1438      | [ 19 ] |
| 1844 | 1332      |        |
| 1852 | 1423      |        |
| 1870 | 1300      |        |
| 1877 | 1137      |        |
| 1878 | 1219      |        |
| 1879 | 1218      |        |
| 1881 | 1226      |        |
| 1882 | 1232      |        |
| 1889 | 1183      |        |
| 1893 | 1199      |        |
| 1900 | 1454      |        |
| 1910 | 1839      |        |

| Datum          | Einwohner |        |
| -------------- | --------- | ------ |
| 1925           | 2164      |        |
| 1930           | 2400      |        |
| 1933           | 2583      |        |
| 1939           | 2785      |        |
| 1. Dez. 1946   | 3654      | 1      |
| 1949           | 3605      |        |
| 10. Sept. 1950 | 3947      |        |
| 1955           | 4191      |        |
| 31. Dez. 1956  | 4247      |        |
| 30. Juni 1959  | 4290      |        |
| 10. Okt. 1959  | 4403      |        |
| 6. Juni 1961   | 4364      | [ 17 ] |
| 1964           | 4542      |        |
| 27. Mai 1970   | 4663      | [ 17 ] |
| 1972           | 5133      |        |
| 1. Dez. 1975   | 5319      |        |

| Datum         | Einwohner |
| ------------- | --------- |
| 1. Dez. 1976  | 5287      |
| 1. Dez. 1977  | 6928      |
| 1. Dez. 1978  | 6842      |
| 1. Dez. 1979  | 6864      |
| 1. Dez. 1980  | 6858      |
| 1. Dez. 1981  | 6767      |
| 1. Dez. 1982  | 6692      |
| 1. Dez. 1983  | 7100      |
| 1. Dez. 1984  | 7028      |
| 1. Dez. 1985  | 6990      |
| 1. Dez. 1986  | 6901      |
| 1. Dez. 1987  | 6867      |
| 31. Dez. 1990 | 6813      |
| 31. Dez. 1991 | 6749      |
| 31. Dez. 1995 | 6964      |
| 31. Dez. 2000 | 6998      |

| Datum         | Einwohner |
| ------------- | --------- |
| 31. Dez. 2001 | 7003      |
| 31. Dez. 2002 | 7041      |
| 31. Dez. 2003 | 7016      |
| 31. Dez. 2004 | 6982      |
| 31. Dez. 2005 | 6954      |
| 31. Dez. 2006 | 6934      |
| 31. Dez. 2007 | 6813      |
| 31. Dez. 2008 | 6731      |
| 31. Dez. 2009 | 6676      |
| 31. Dez. 2010 | 6637      |
| 31. Dez. 2011 | 6568      |
| 31. Dez. 2012 | 6524      |
| 31. Dez. 2013 | 6437      |
| 31. Dez. 2014 | 6410      |
| 31. Dez. 2015 | 6384      |
| 31. Dez. 2016 | 6455      |

1 Im Jahr 1946 lebten in Burgkunstadt 2659 „Altbürger“ und zudem noch 995 Evakuierte, Flüchtlinge und Ausgewiesene.
(Quellen unter)

## Politik

### Stadtrat
Burgkunstadt hat 20 Stadtratssitze, dazu kommt noch ein weiterer für den amtierenden Bürgermeister.
Bei den Kommunalwahlen am 15. März 2020 sowie bei den vorangegangenen Kommunalwahlen 2014, 2008, 2002 und 1996 ergab sich jeweils folgende Sitzverteilung:
|      | CSU | FW | SPD | JWU * | Bürgerverein | Grüne | Gesamt   |
| ---- | --- | -- | --- | ----- | ------------ | ----- | -------- |
| 2020 | 7   | 5  | 2   | –     | 3            | 3     | 20 Sitze |
| 2014 | 7   | 4  | 5   | –     | 4            | –     | 20 Sitze |
| 2008 | 8   | 7  | 5   | –     | –            | –     | 20 Sitze |
| 2002 | 8   | 6  | 5   | 1     | –            | –     | 20 Sitze |
| 1996 | 9   | 4  | 5   | 2     | –            | –     | 20 Sitze |

### Bürgermeisterin
Erste Bürgermeisterin ist Christine Frieß (CSU). Zweite Bürgermeisterin ist Susanne Freifrau Bock von Wülfingen (FW).
2020 wurde Christine Frieß bei der Bürgermeister-Stichwahl am 29. März mit 51,9 % der gültigen Stimmen bei einer Wahlbeteiligung von 66,4 % im Amt bestätigt. Im ersten Wahlgang kam es zu folgenden Ergebnissen: Frieß, Christine (CSU) 39,5 %, Freifrau Bock von Wülfingen, Susanne (FW) 32,6 %, Callens Sebastian (Grüne) 27,9 % / Die Wahlbeteiligung lag bei 59,0 %.
2014 setzte sich Christine Frieß in einer Stichwahl gegen Heinz Petterich (FW) und davor bereits gegen Wolfgang Sievert (SPD) mit 2000 Stimmen (61,1 % aller gültigen Stimmen) durch. Zuvor war Heinz Petterich (FW) in drei Amtsperioden Bürgermeister (1995–2014).
| Bürgermeister seit 1948 |                         |                             |
| 1948–1965               | Georg Räthlein (SPD)    | * 1930; † 31. Dezember 1970 |
| 1965–1977               | Klaus Pfadenhauer (SPD) | * 1921; † 22. Juli 2004     |
| 1977–1995               | Georg Dora (CSU)        | * 1925; † 14. Juli 2006     |
| 1995–2014               | Heinz Petterich (FW)    | * 1951                      |
| 2014–                   | Christine Frieß (CSU)   |                             |

### Wappen
| Wappen von Burgkunstadt | Blasonierung: „In Blau über einer silbernen Zinnenmauer mit offenem Tor ein rot bedachter silberner Zinnenturm, beiderseits je ein silbernes Haus mit rotem Dach.“ |
| Wappen von Burgkunstadt | Seit 1350 belegt |

Wappengeschichte
Das älteste erhaltene Wappen befindet sich auf einer Münze aus dem Jahr 1350 mit einem wuchtigen Bergfried in der Mitte, rechts daneben ein Gebäude mit zwei Kreuzen auf dem Dach. Die Mauer und der Turm repräsentierten die Burg, das Gebäude die Stadtkirche. Die Umschrift lautet: „†S·CIVIVM·CIVITATIS·IN·BWRCVNSTADT“. Es gilt als wahrscheinlich, dass Burgkunstadt als Flecken vor 1350 kein Wappen oder Siegel mit anderen Motivzeichen geführt hat, da andernfalls sicherlich die Weiterverwendung dieser Zeichen nach der Stadtwerdung gefordert und durchgesetzt worden wäre.
Mitte des 15. Jahrhunderts gab es die einzige größere Änderung im Wappen; das Tor wurde nun offen dargestellt und auf der linken Seite des Turmes kam noch ein Gebäude in Schrägansicht mit zwei Kreuzen auf dem Dach dazu. Die Textumschrift lautet in gotischen Minuskeln „SIGILLUM PURG CONSTAT“.
Im Laufe der Jahrhunderte änderten sich mehrmals geringfügig das Design, die Farben und die Anordnung der einzelnen Elemente.
Erstmals wurden der Turm, die Mauer und die Nebengebäude in der Lipowskyschen Wappenmatrikel in weiß mit roten Dächern abgebildet. Im Zuge der Änderung der fränkischen Gemeindewappen wurde 1819 die blaue Schildfarbe eingeführt. Die Farbgebung wurde gewählt, um die historischen fränkischen Farben Rot-Weiß mit dem bayerischen Blau-Weiß zu verbinden. Ende des 19./Anfang des 20. Jahrhunderts wurden unnötige Verzierungen entfernt und das Wappen gestaltet, wie es derzeit im Gebrauch ist.

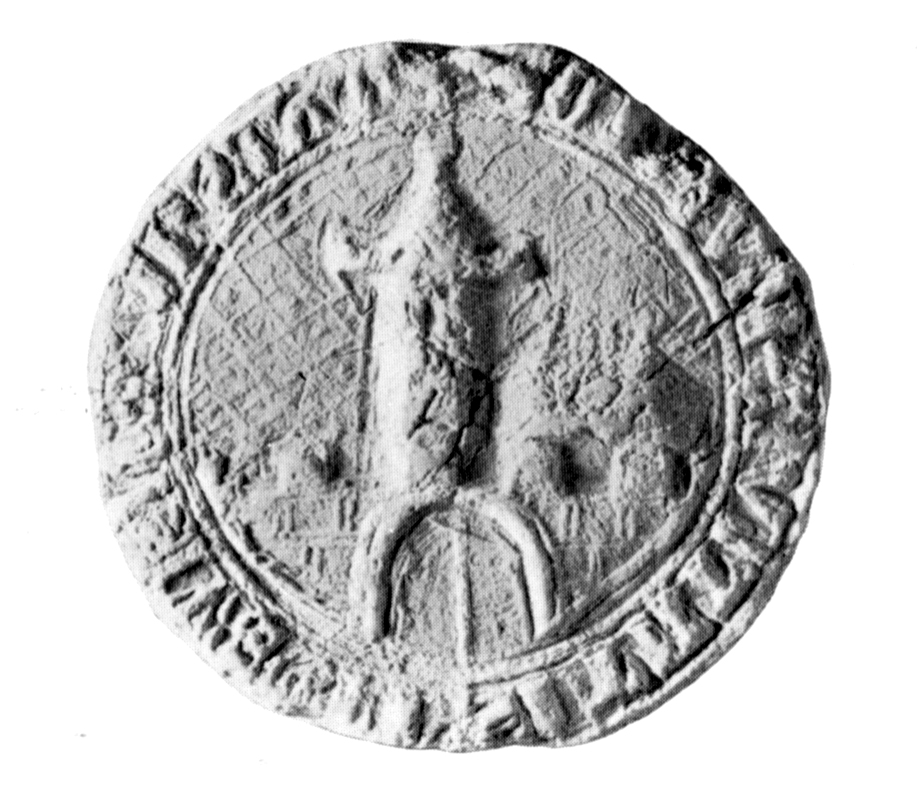
Das älteste erhaltene Stadtsiegel der Stadt Burgkunstadt
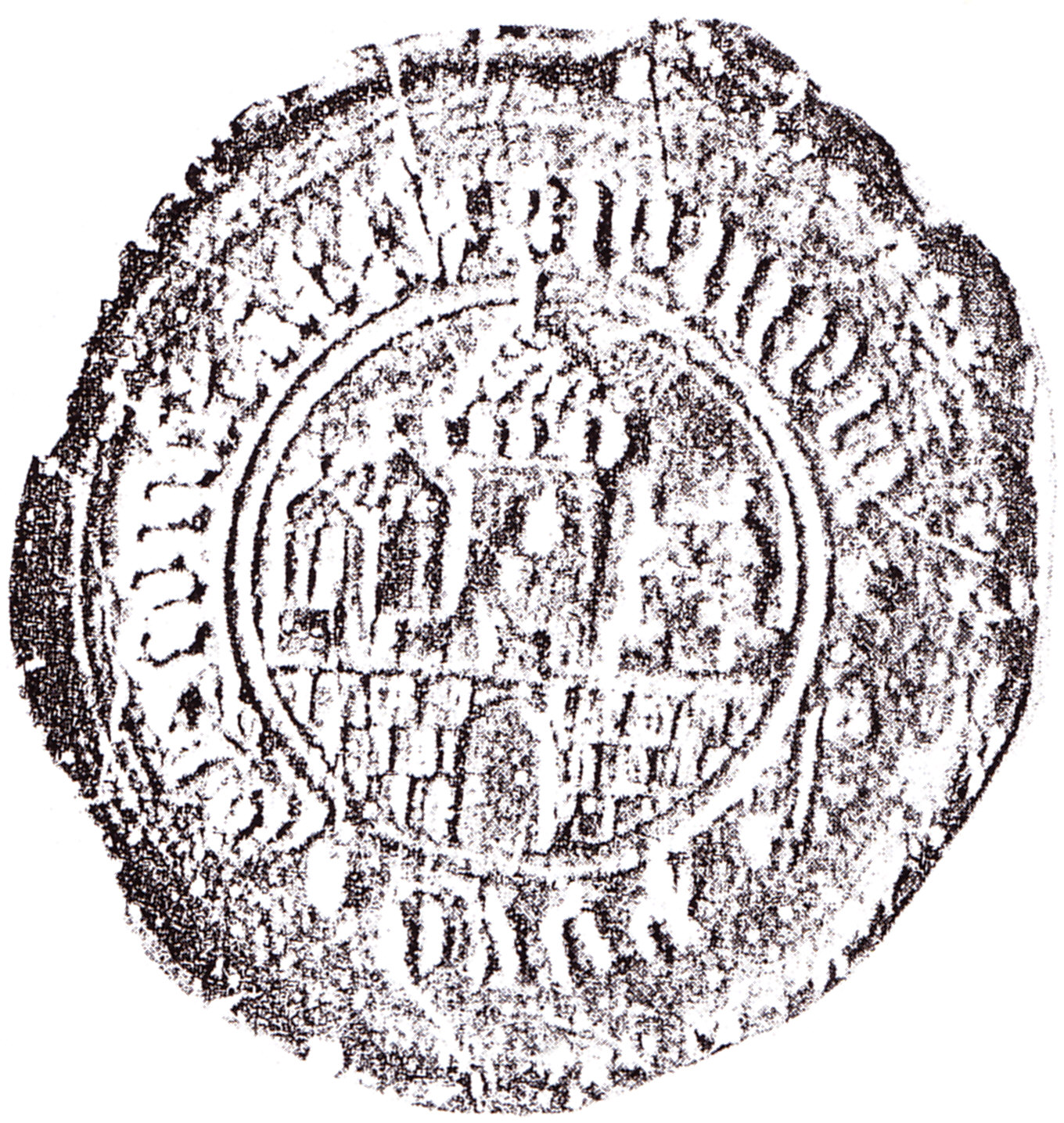
Stadtsiegel Burgkunstadts im 15. Jahrhundert, erstmals mit einem zweiten Gebäude neben dem Turm
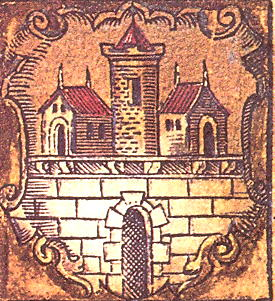
Version des Stadtwappens von 1603 in der Horitzschen Tafel der Bamberger Lehensvasallen – in dieser Version bis mindestens 1690 geführt
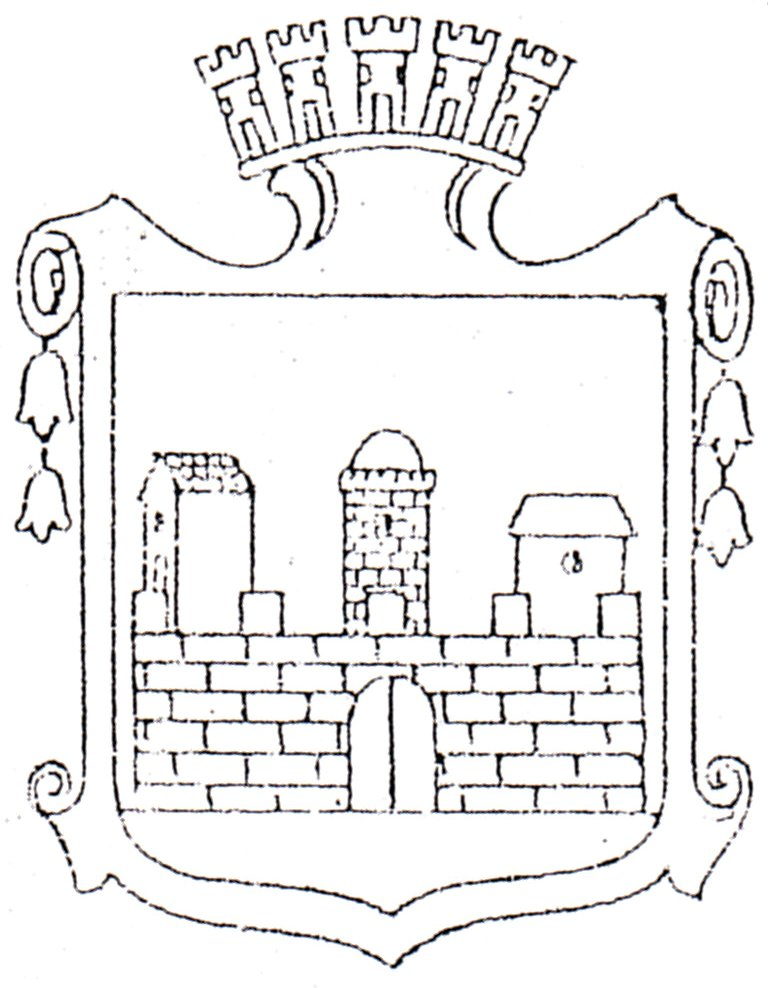
Stadtwappen Burgkunstadts um 1905

### Städtepartnerschaften
- Ehrenfriedersdorf – seit 1990
- Landgemeinde Gostynin – seit 2009

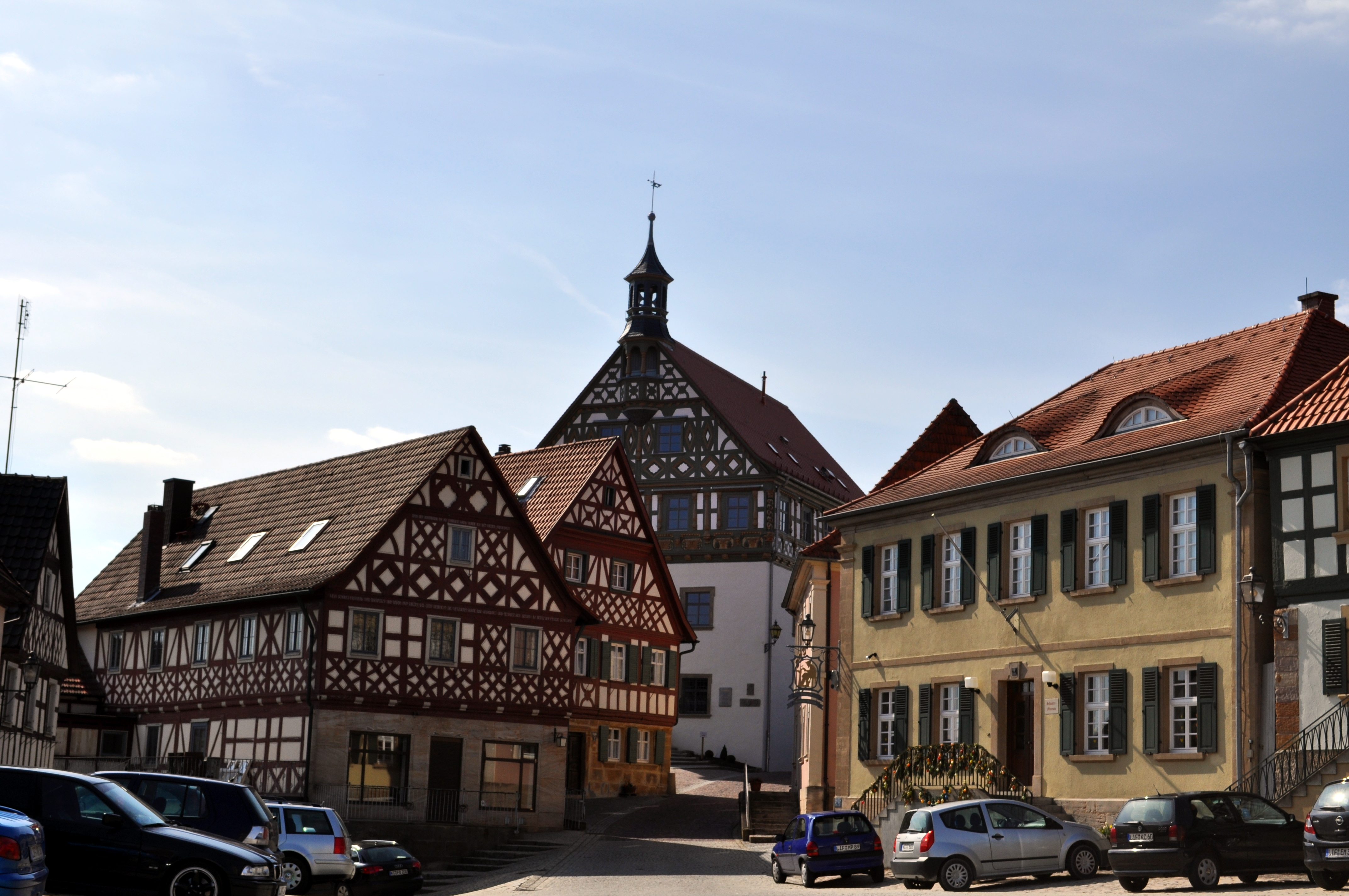
Rathaus (Mitte, hinten) und Schustermuseum (rechts) von Burgkunstadt (2010)

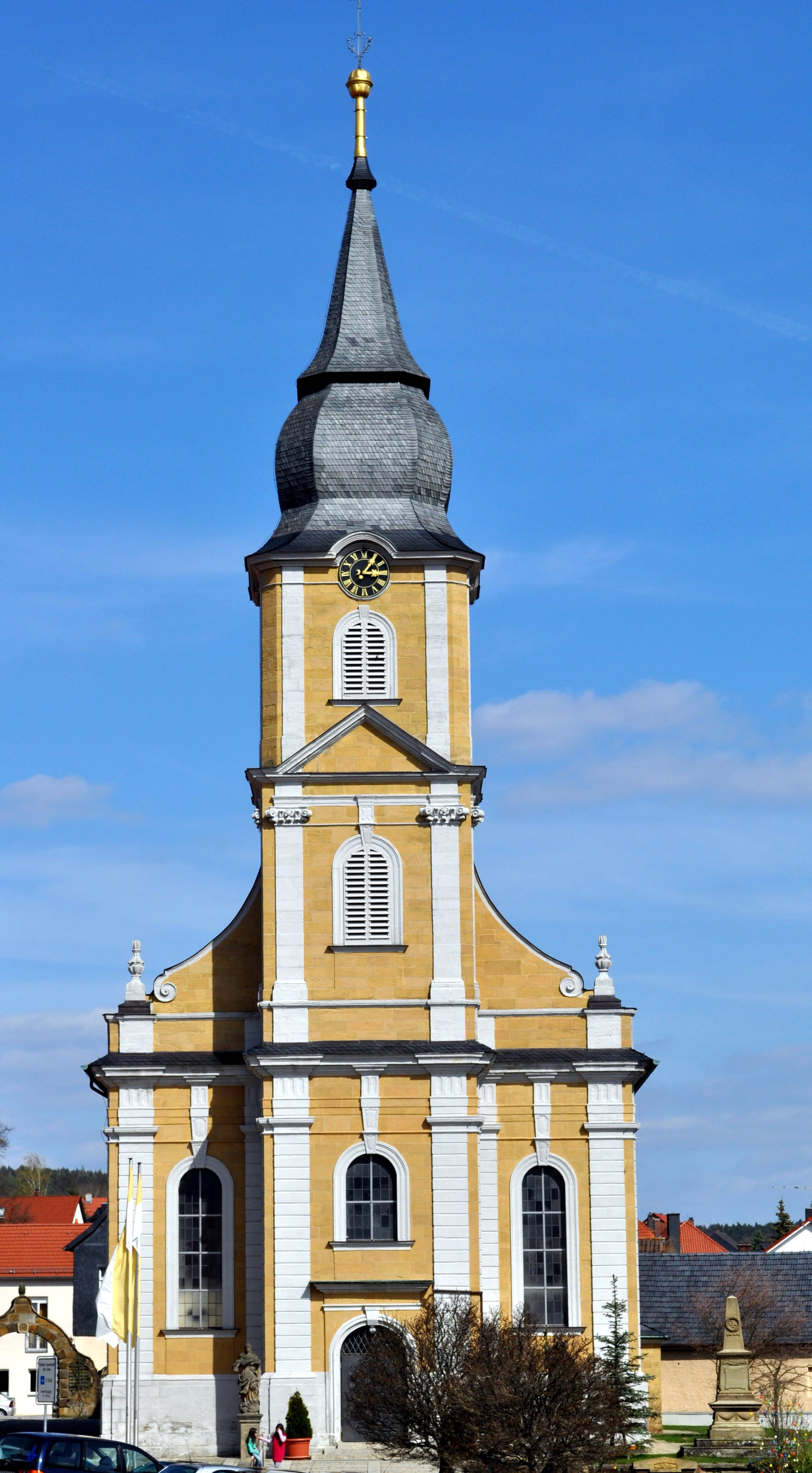
Katholische Kirche am Marktplatz

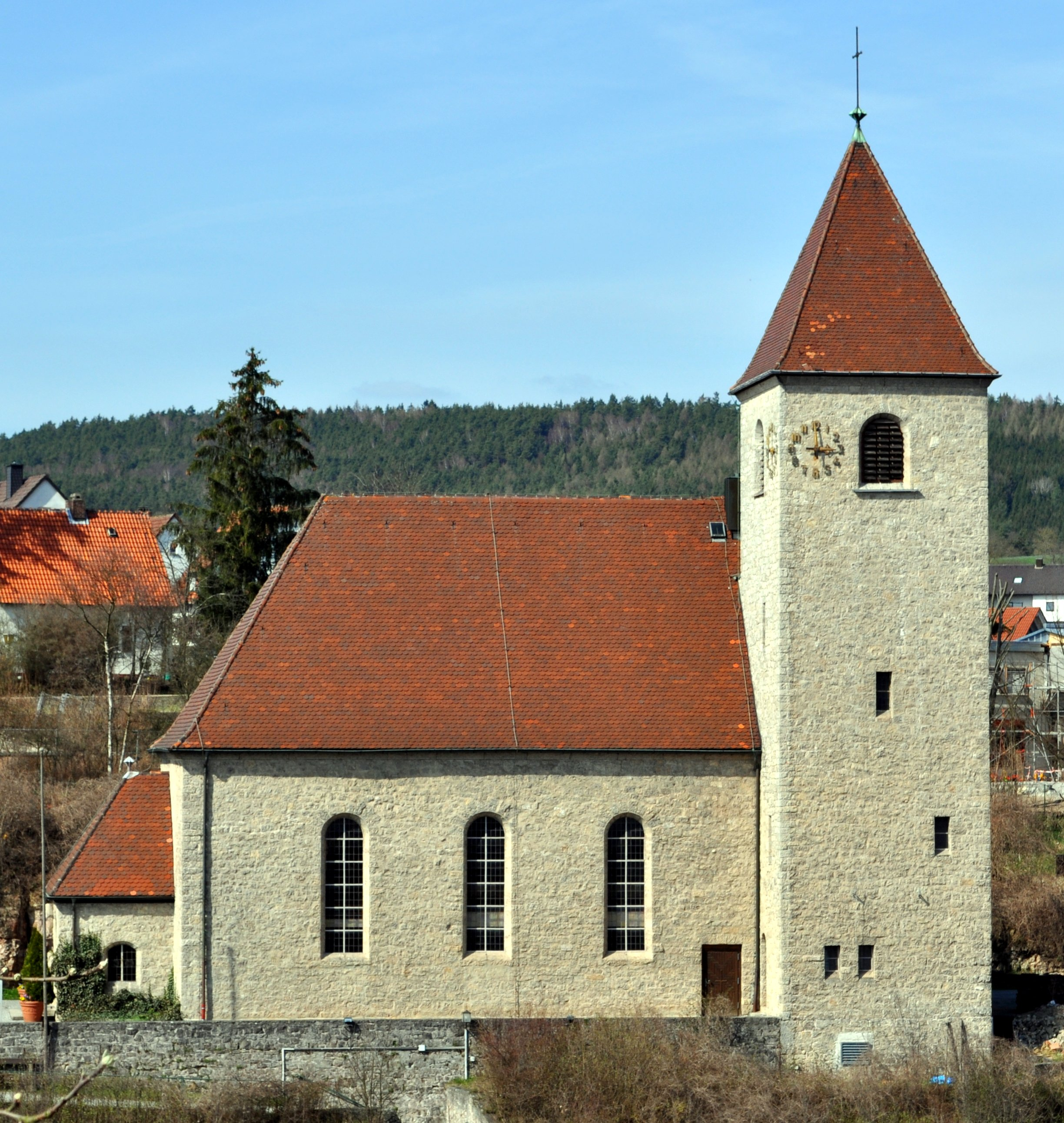
Evangelische Kirche

- Quéven – seit 2011

## Kultur und Sehenswürdigkeiten

### Museen
- Das 1985 gegründete und 1991 eröffnete Deutsche Schustermuseum[33] gewährt mit vielen Exponaten Einblicke in die Geschichte des Schusterhandwerks mit Schwerpunkt auf Burgkunstadt und die gut hundert Jahre Schuhindustrie.

### Bauwerke
- Rathaus: viergeschossiger Bau, Grundmauern, Erdgeschoss und erster Stock Reste des Bergfriedes der Burgkunstadter Burg, dritter und vierter Stock kunstvoll verzierter Fachwerkaufbau von 1690, gebaut von Jörg Hofmann und Hans Gebelein
- Unterirdische Gänge verbanden seit dem Mittelalter bis ins 20. Jahrhundert zahlreiche Häuser der Oberstadt am Marktplatz. Mittlerweile sind viele der Gänge zugemauert oder eingestürzt. Der einzige öffentlich zugängliche Abschnitt beginnt in der alten Vogtei.

- Kirchen
  - Katholische Stadtpfarrkirche: Spätbarocke Fassade, innen spätbarocker Altar und Seitenaltäre[34]
  - Evangelische Kirche, ein moderner Bau von 1935
  - Fünf-Wunden-Kapelle: Renaissancebau von 1666

### Sonstiges (Veranstaltungen, Feste, …)
- Burgkunstadt liegt an der Fränkischen Bierstraße[35] (Günther-Bräu).
- Burgkunstadt war in vergangenen Jahren immer wieder einer der Veranstaltungsorte des „Fränkischen Kinosommers“. Er fand auf dem historischen Marktplatz statt.
- Alle 3 Jahre findet im Sommer das Altstadtfest statt.
- Der „Grüne Markt“ findet am ersten Donnerstag im Monat am Nachmittag rund um den historischen Marktplatz statt.
- In der alten Vogtei finden die Kultursonntage statt.

## Wirtschaft und Infrastruktur

### Ansässige Unternehmen
- BAUR Gruppe (Baur Versand GmbH & Co. KG)
- Friedrich-Baur-Stiftung
- Günther-Bräu Brauerei Günther
- Karl Eugen Fischer
- OFM Communication GmbH & Co. KG
- Regens Wagner Burgkunstadt

### Geldinstitute
- Sparkasse
- Raiffeisenbank

### Verkehr

#### Schiene
Burgkunstadt und der Gemeindeteil Mainroth sind jeweils mit einem eigenen Bahnhof an die Bahnstrecke Bamberg–Hof angeschlossen. In Coburg oder Bamberg besteht die Möglichkeit, auf einen ICE der Strecke München-Berlin umzusteigen.

#### Straße
Burgkunstadt liegt an der B 289. Die nächste Autobahn ist die A 73, Auffahrt Lichtenfels. Danach folgen die A 70 (Schweinfurt-Bayreuth), Auffahrt Stadelhofen und die A 9, Auffahrt Himmelkron.
Als öffentliche Verkehrsmittel fungieren die Linienbusse der Busunternehmen Kaiser-Reisen (Burgkunstadt), Götz-Reisen (Altenkunstadt) und Deuber Reisen (Weismain), die zusammen ein Liniensystem im westlichen und nördlichen Landkreis Lichtenfels und im östlichen Landkreis Kulmbach betreiben.
Des Weiteren ist in Burgkunstadt, gefördert durch den Landkreis Lichtenfels, ein Bürgerbus im Einsatz.
Dieser fährt immer dienstags um 8:30 Uhr von Kirchlein nach Burgkunstadt und um 11:45 Uhr zurück nach Kirchlein.

### Öffentliche Einrichtungen
- Freibad Kunomare
- Alte Vogtei: dient als Kultur- und Veranstaltungshaus
- Stadthalle: Sporthalle und regionaler Veranstaltungsort

### Bildung
- Grundschule: Grundschule Burgkunstadt, Burgkunstadt
- Förderschule: gehört zum Regens-Wagner-Heim
- Realschule: Realschule Burgkunstadt, Burgkunstadt
- Gymnasium: Gymnasium Burgkunstadt, Burgkunstadt (neusprachlicher und naturwissenschaftlich-technologischer Zweig)[37][38]

Ehemals:
- Mittelschule (Bayr. Typus): Friedrich-Baur-Mittelschule, Burgkunstadt (bis 2015)

## Persönlichkeiten

### Ehrenbürger
Der Stadt wurde im Jahr 1818 durch das Gemeindeedikt das Recht erteilt, Personen, die sich durch hervorragende Leistungen entscheidend die Entwicklung der Stadt beeinflusst oder sich besonders große Verdienste um das allgemeine Wohl der Bürger erworben haben, zu Ehrenbürgern zu ernennen. Seitdem wurde diese Auszeichnung mindestens 15 Personen zuteil. Aufgrund fehlender Unterlagen und Dokumente sind die vergebenen Ehrenbürgerrechte nicht mehr lückenlos nachzuweisen.
Das Ehrenbürgerrecht der Stadt Burgkunstadt ist weder mit besonderen Rechten noch mit besonderen Pflichten verbunden.
Die Auflistung erfolgt chronologisch nach dem Datum der Zuerkennung.

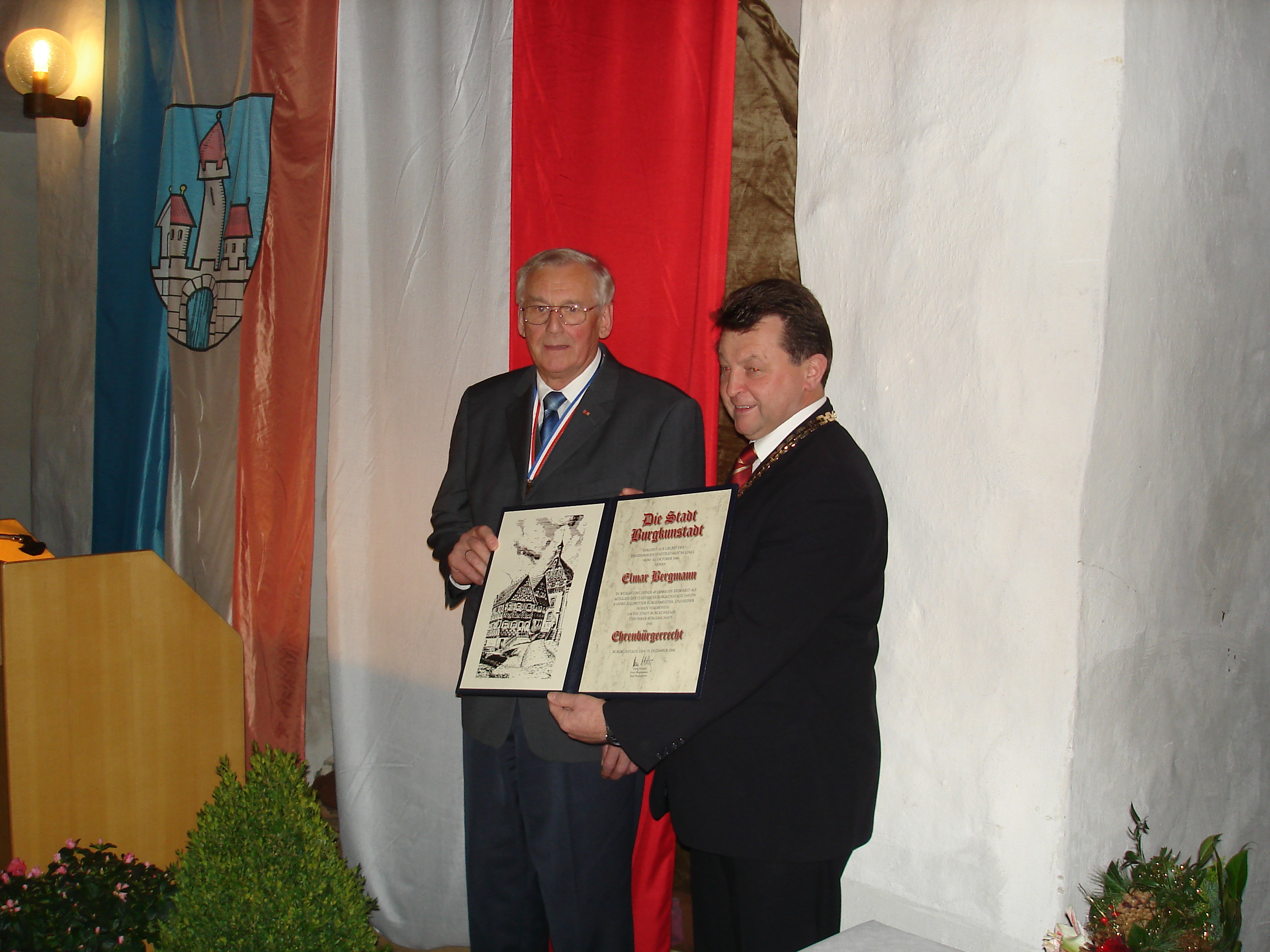
Offizielles Bild der Verleihung der Ehrenbürgerrechte der Stadt Burgkunstadt durch Heinz Petterich an den Kommunalpolitiker Elmar Bergmann

- Ernst Pühn, seit 26. August 1855, Landgerichtsarzt
- Franz Leonhard Pregler, seit 26. März 1887, Lehrer
- Jonas Löbenstern, seit 1890, Lehrer der Judenschule[39]
- Friedrich Reubel, seit 1901, katholischer Pfarrer
- Hans Püls, seit 1923, Schuhfabrikant
- Jakob Friedrich Riexinger, Schuhfabrikant
- Hans Agath, seit 31. März 1933, Bürgermeister
- Joseph Bullinger, seit 19. März 1949, Arzt
- Josef Mehringer, seit 28. Januar 1951, Lederfabrikant
- Friedrich Baur (1890–1965), seit 25. Juli 1951, Gründer und Inhaber des Baur-Großversandes
- Kathi Baur, seit 1. Juni 1964, Gattin von Friedrich Baur und Chefin des Baur-Großversandes
- Anton Sattler, seit 5. Februar 1978, Hauptgeschäftsführer des Baur-Großversandes
- Hans Zwerenz, seit 21. Juli 1990, Arzt
- Georg Dora, seit 1. Juni 1995, Bürgermeister
- Elmar Bergmann, seit 19. Dezember 2006, Kommunalpolitiker
- Heinz Petterich, seit 13. Mai 2014, Altbürgermeister
- Gerlinde Konrad, seit 13. Mai 2014, Kommunalpolitikerin

### Söhne und Töchter der Stadt
Die folgende, alphabetisch aufgelistete Übersicht enthält bekannte, in Burgkunstadt geborene Persönlichkeiten. Ob die Personen ihren späteren Wirkungskreis in der Stadt hatten oder nicht, ist dabei unerheblich. Die Liste erhebt keinen Anspruch auf Vollständigkeit.
- Joseph Arneth (1873–1955), Mediziner
- Hans Bauer (1944–2022), Lehrer und Heimatforscher
- Philipp Brückner (1840–1909), langjähriger Bürgermeister und Reichstagsabgeordneter
- Johannes Cellarius (1496–1542), lutherischer Theologe
- Johann-Georg Dora (* 1948), General der Bundeswehr a. D.
- Fridolin Friedmann (1897–1976), Pädagoge
- Shlomo Dov Goitein (1900–1985), Orientalist
- Jacob Anton Mayer (1782–1857), Buchhändler und Verleger
- Sigmund Theodor Stein (1840–1891), Naturwissenschaftler und Mediziner
- Kuni Tremel-Eggert (1889–1957), Schriftstellerin
- Otto Reitzenstein (1911–1983), Jurist

### Persönlichkeiten, die vor Ort gewirkt haben
- Friedrich Baur (1890–1965), Unternehmer
- Johannes Kist (1901–1972), Stadtpfarrer von 1944 bis 1955
- Anton Lakisa (* 1974), belarussischer Handballspieler bei der HG Kunstadt.
- Wilhelm Paschek (1897–1952), Politiker der WAV und DP sowie MdB
- Otto Schuhmann (1944–2025), Lehrer und Kommunalpolitiker (SPD)
- Julian Wittmann (1891–1951), Jurist, Kommunalpolitiker, Erster Bürgermeister der Stadt Lichtenfels, Mitglied der Verfassunggebenden Versammlung in Bayern, Landtagsabgeordneter (MdL)

## Sonstiges

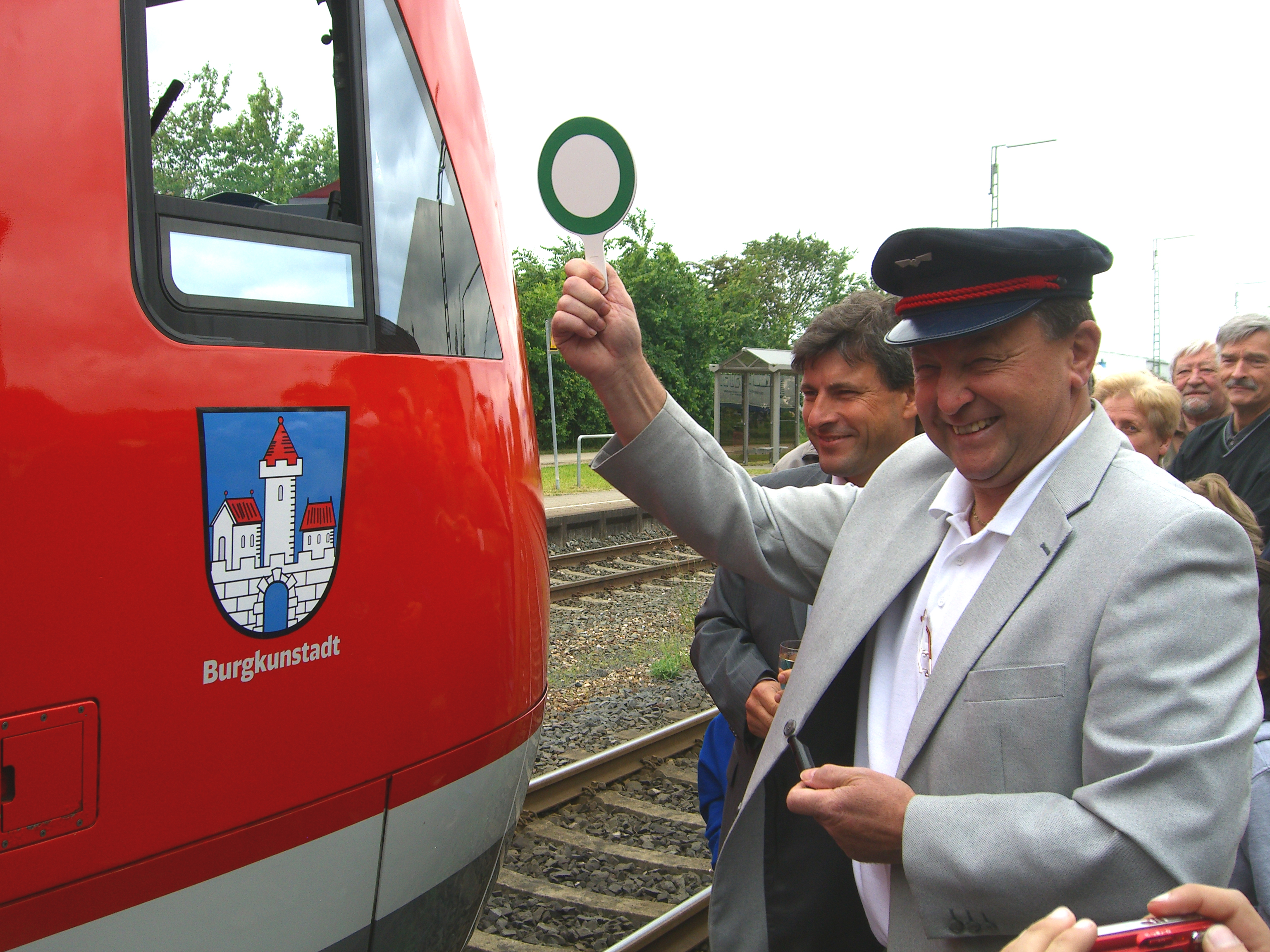
Foto der Zugweihe zusammen mit dem 1. Bürgermeister, Heinz Petterich

- Am 4. Juni 2009 wurde ein Triebwagen der Baureihe  612 der Deutschen Bahn auf den Namen Burgkunstadt getauft.[5]